# Maschio Angioino
Castel Nuovo, comunemente noto come Maschio Angioino, è uno storico castello medievale e rinascimentale, nonché uno dei simboli della città di Napoli.
Il castello domina la scenografica piazza Municipio ed è sede della Società napoletana di storia patria e del comitato di Napoli dell'Istituto per la storia del Risorgimento italiano, ospitato nei locali della SNSP. Nel complesso è situato anche il Museo civico, cui appartengono la cappella Palatina e i percorsi museali del primo e secondo piano. La Fondazione Valenzi vi ha la sua sede di rappresentanza, inaugurata il 15 novembre 2009 dall'allora presidente della Repubblica Giorgio Napolitano ed altre autorità, nell'ambito della celebrazione dei cento anni dalla nascita di Maurizio Valenzi.

## Storia

### Le origini e il periodo angioino

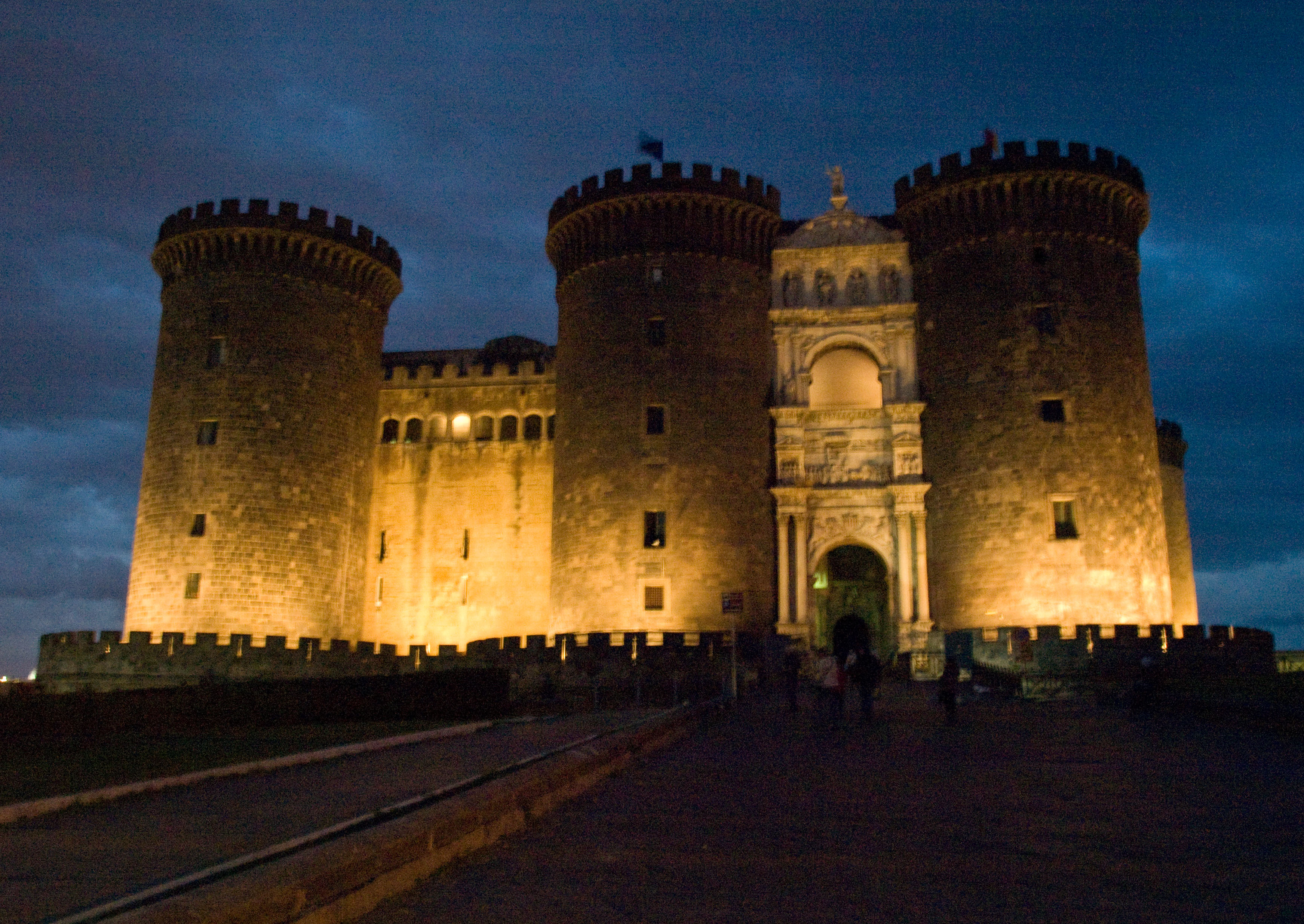
Maschio Angioino di notte

La costruzione del suo nucleo antico - oggi in parte riemerso in seguito ad interventi di restauro ed esplorazione archeologica - si deve all'iniziativa di Carlo I d’Angiò, che nel 1266, sconfitti gli Svevi, salì al trono di Sicilia e stabilì il trasferimento della capitale da Palermo alla città partenopea.
La presenza di una monarchia esterna aveva impostato l'urbanistica di Napoli intorno al centro del potere regale, costituendo un polo urbanistico alternativo, formato dal porto e dai due principali castelli ad esso adiacenti, Castel Capuano e Castel dell'Ovo. Tale rapporto tra corte regale e urbanistica cittadina si era manifestato già con Federico II, che nel XIII secolo, nello statuto svevo aveva concentrato le maggiori attenzioni sui castelli trascurando affatto le mura cittadine. Ai due castelli esistenti gli Angioini aggiunsero il principale, Castel Nuovo (Chastiau neuf), che fu non solo fortificazione ma soprattutto la loro grandiosa reggia.
La residenza reale di Napoli era stata fino ad allora Castel Capuano, ma l'antica fortezza normanna venne giudicata inadeguata alla funzione e il re volle edificare un nuovo castello in prossimità del mare.

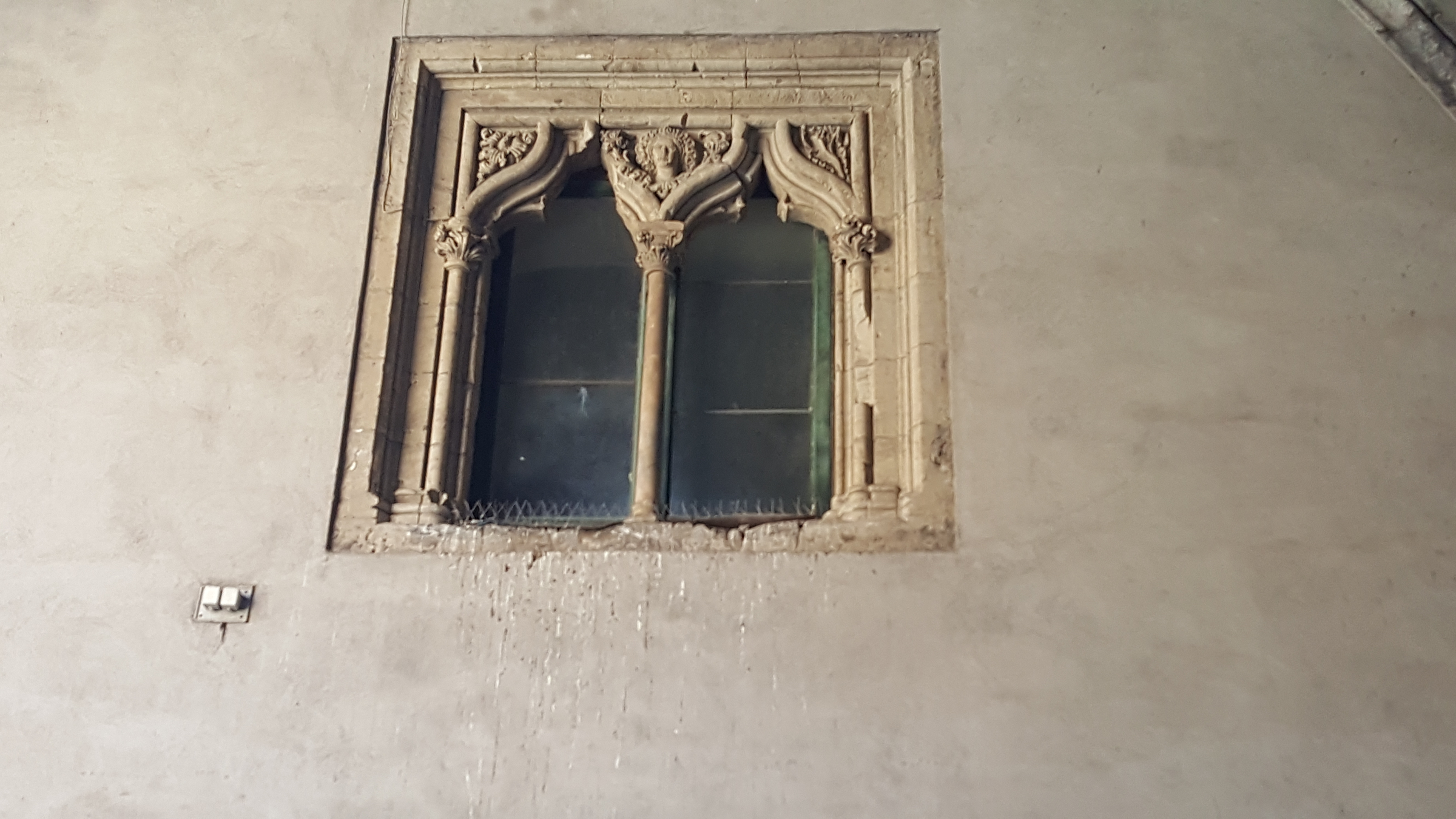
Bifora gotica-angioina del XIV secolo presente sotto la volta del XV secolo

Assegnato il progetto all'architetto francese Pierre de Chaule, i lavori per la costruzione del Castrum Novum presero il via nel 1279 per terminare appena tre anni dopo, un tempo brevissimo viste le tecniche di costruzione dell'epoca e la mole complessiva dell'opera. Il re tuttavia non vi dimorò mai: in seguito alla rivolta dei Vespri siciliani, che costò all'Angioino la corona di Sicilia, conquistata da Pietro III d'Aragona e ad altre vicende, la nuova reggia rimase inutilizzata fino al 1285, anno della morte di Carlo I. 

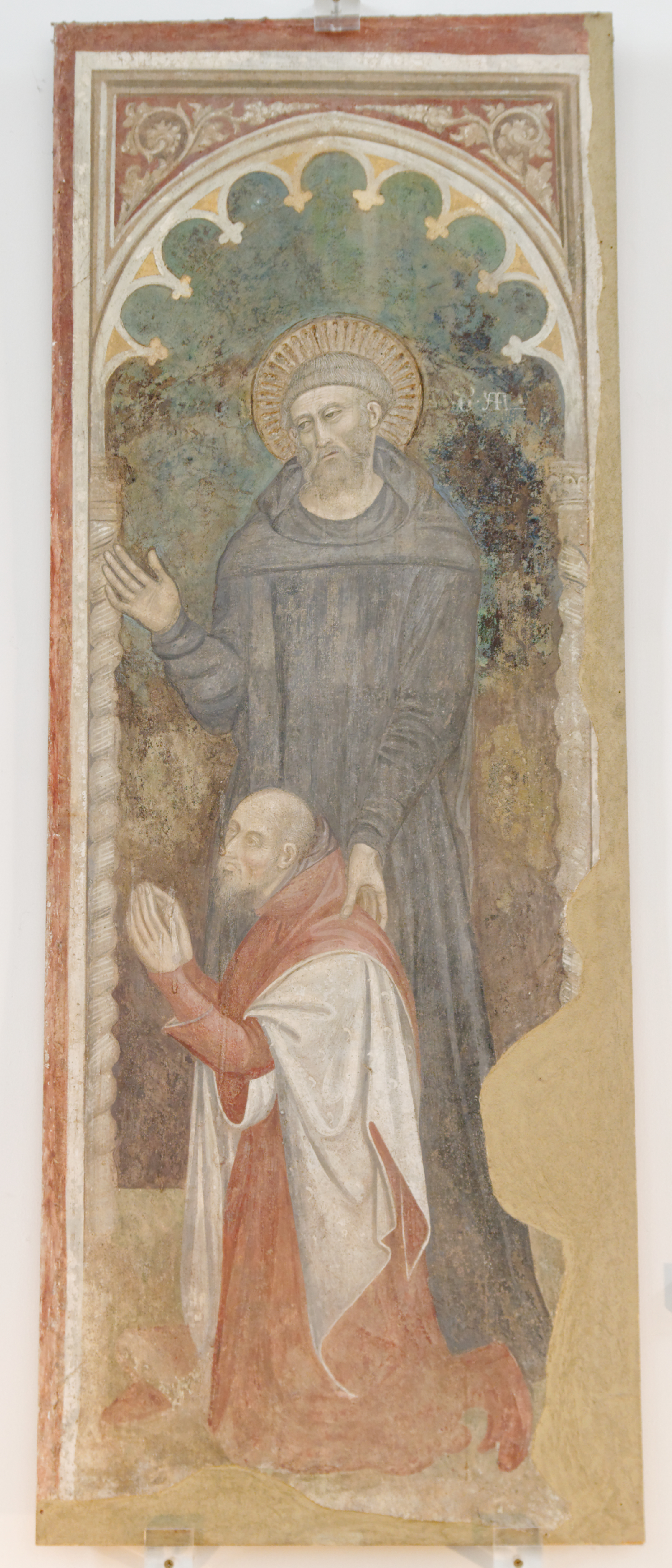
Affresco eseguito da Raimondo del Balzo nel castello in età angioina, XIV secolo

Il nuovo re Carlo II lo Zoppo si trasferì con la famiglia e la corte presso la nuova residenza, che fu da lui ampliata e abbellita. Durante il suo regno la Santa Sede fu particolarmente legata alla casa d'Angiò, in un rapporto turbolento, che anche negli anni successivi sarà scandito da pressioni, alleanze e rotture continue. Il 13 dicembre del 1294 la sala maggiore di Castel Nuovo fu teatro della celebre abdicazione di papa Celestino V, l'eremita Pietro da Morrone, dal trono pontificio, colui che fece, secondo Dante il gran rifiuto e il 24 dicembre successivo, nella stessa sala il collegio dei cardinali elesse pontefice Benedetto Caetani, che assunse il nome di Bonifacio VIII e trasferì immediatamente la sua sede a Roma per sottrarsi alle ingerenze della casata angioina.
Con l'ascesa al trono di Roberto il Saggio, nel 1309, il castello, da lui ristrutturato e ampliato, divenne un notevole centro di cultura, grazie al suo mecenatismo e alla sua passione per le arti e le lettere: Castel Nuovo ospitò importanti personalità della cultura del tempo, come i letterati Francesco Petrarca e Giovanni Boccaccio nelle loro permanenze napoletane, mentre i più famosi pittori dell'epoca vennero chiamati ad affrescarne le pareti: Pietro Cavallini, Montano d'Arezzo, e soprattutto Giotto, che nel 1332, venne qui chiamato per la cappella Palatina.

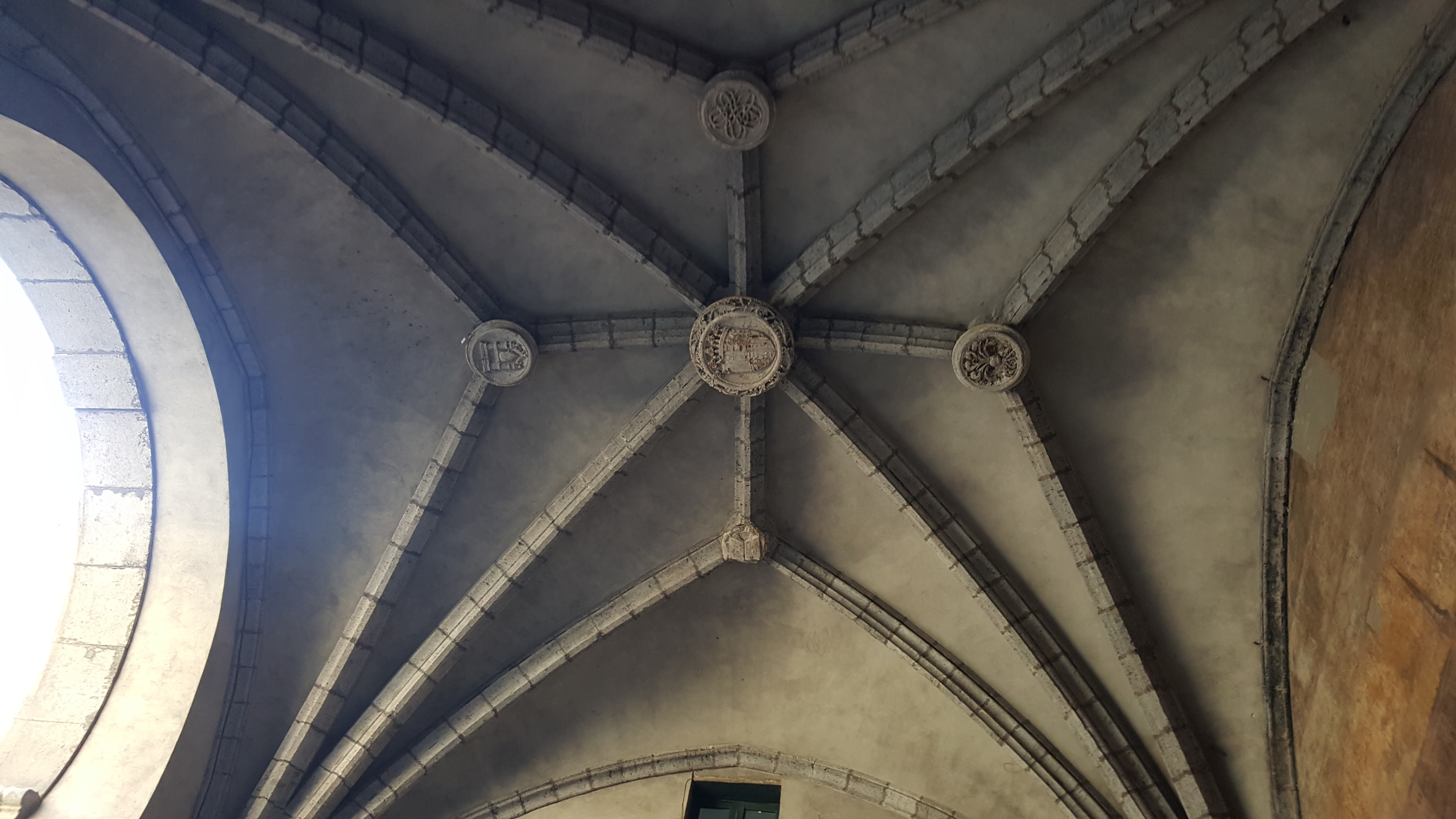
Volta gotica, risalente al XV secolo, costruita probabilmente da Guillem Sagrera, dove sono visibili lo stemma aragonese, il libro di luce e altri simboli esoterici risalenti al periodo di Alfonso il Magnanimo e a suo figlio Ferrante.

Dal 1343 fu dimora di Giovanna I, che nel 1347, in fuga verso la Francia, lo abbandonò agli assalti dell'esercito del re d'Ungheria Luigi I il Grande. Questi era giunto a vendicare la morte del fratello Andrea, il marito di Giovanna, ucciso da una congiura di palazzo che la stessa regina fu sospettata aver istigato. Il castello venne saccheggiato e al suo ritorno la regina fu costretta ad una radicale ristrutturazione. Durante la seconda spedizione di Luigi contro Napoli il castello, dove la regina aveva trovato rifugio, resistette agli assalti. Negli anni successivi la fortezza subì altri attacchi: in occasione della presa di Napoli da parte di Carlo III di Durazzo e successivamente di quella di Luigi II d'Angiò, che la sottrasse al figlio di Carlo III, Ladislao I. Quest'ultimo, riconquistato il trono nel 1399, vi abitò fino alla morte, nel 1414.
Giovanna II successe al fratello Ladislao e ascese al trono come ultima sovrana angioina. La regina, dipinta come una donna dissoluta, lussuriosa, sanguinaria, avrebbe ospitato nella sua alcova amanti di ogni genere ed estrazione sociale, addirittura rastrellati dai suoi emissari fra i giovani popolani di bell'aspetto. Per tutelare il suo buon nome, Giovanna non avrebbe esitato a disfarsi di loro appena soddisfatte le sue voglie. Proprio a questo proposito si è narrato per secoli che la regina disponesse, all'interno del castello, di una botola segreta: i suoi amanti, esaurito il loro compito, venivano gettati in questo pozzo e divorati da mostri marini. Secondo una leggenda sarebbe stato addirittura un coccodrillo, giunto dall'Africa fino ai sotterranei del castello dopo aver attraversato il Mediterraneo, l'artefice dell'orrenda morte degli amanti di Giovanna.
Il Maschio Angioino, nel corso della sua storia, è stato utilizzato più volte come residenza temporanea per ospitare illustri personaggi recatisi a Napoli ospiti della corte reale o in visita ufficiale.
Tra le principali personalità che hanno visitato il castello nel XIV secolo si annoverano:

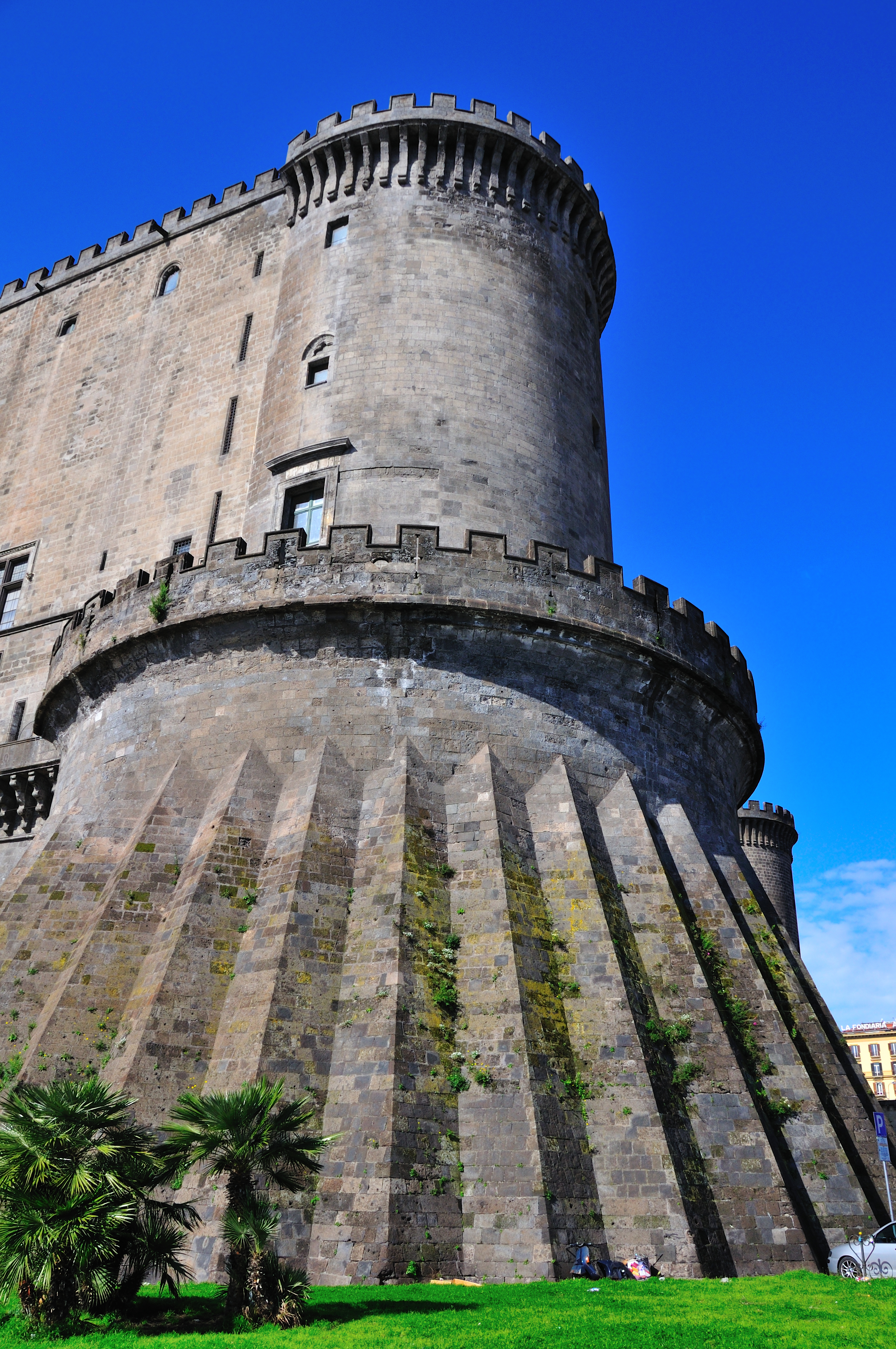
Torre del Beverello. Nel XV secolo la torre presentava al primo piano una finestra guelfa, mentre al secondo piano una monofora ogivale (ad arco acuto), ancora parzialmente visibile

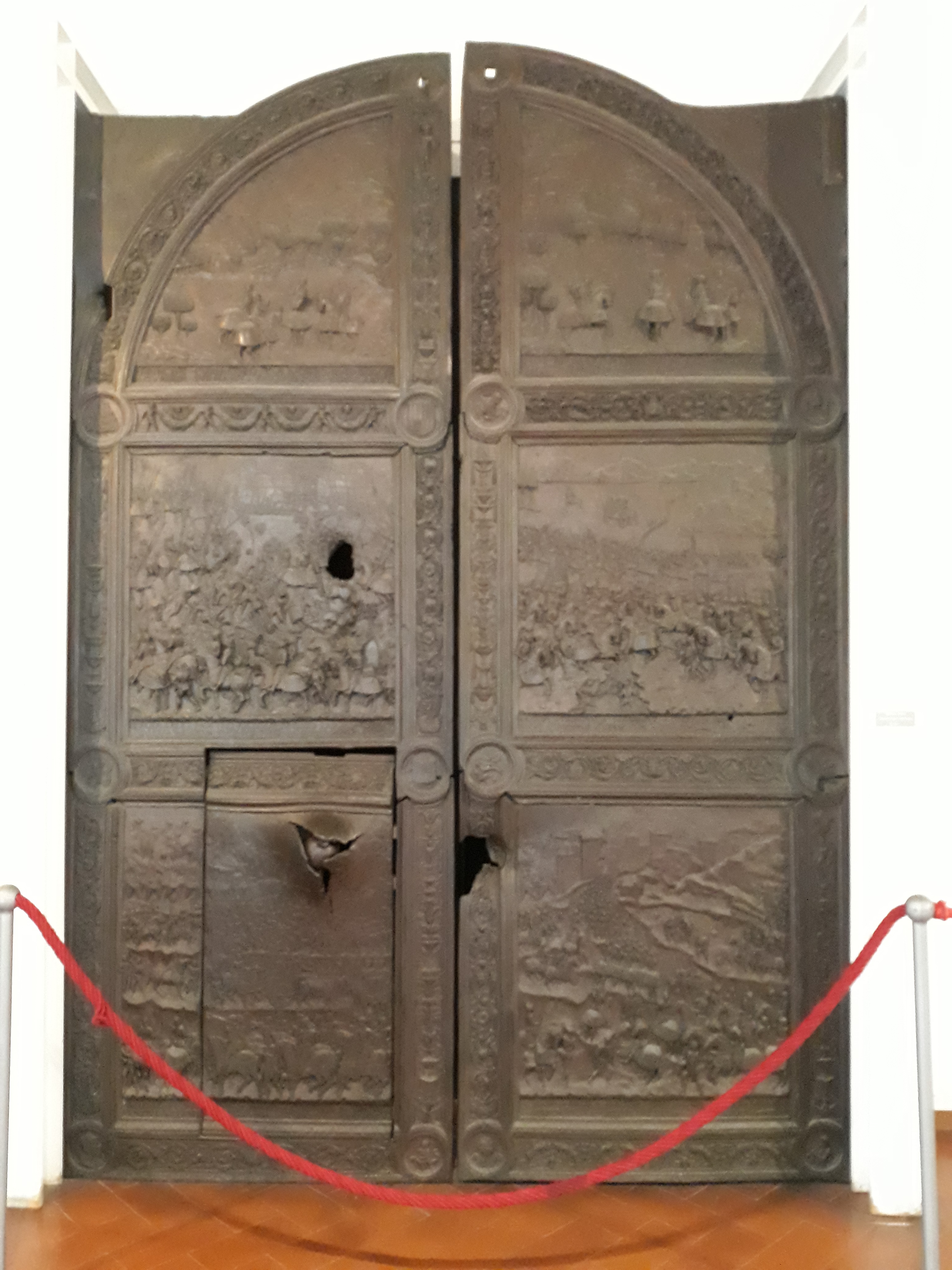
Portale bronzeo di Castel Nuovo

- Giovanni Boccaccio
- Giotto
- Papa Bonifacio VIII
- Papa Celestino V
- Francesco Petrarca

Tra le principali personalità che hanno visitato il castello nel XV secolo si annoverano:
- Jean Fouquet
- Giovanni Pontano
- Lorenzo Valla
- Guillem Sagrera

### Gli Aragonesi
Alfonso d'Aragona, che aveva conquistato il trono di Napoli nel 1443, volle stabilire nel castello la funzione di centro del potere regale e una corte di magnificenza tale da competere con quella fiorentina di Lorenzo il Magnifico. La fortezza venne completamente ricostruita nelle forme attuali. Re Alfonso affidò la ristrutturazione della vecchia reggia-fortezza angioina ad un architetto aragonese, Guillem Sagrera, catalano originario di Maiorca, che la concepì in termini gotico-catalani.

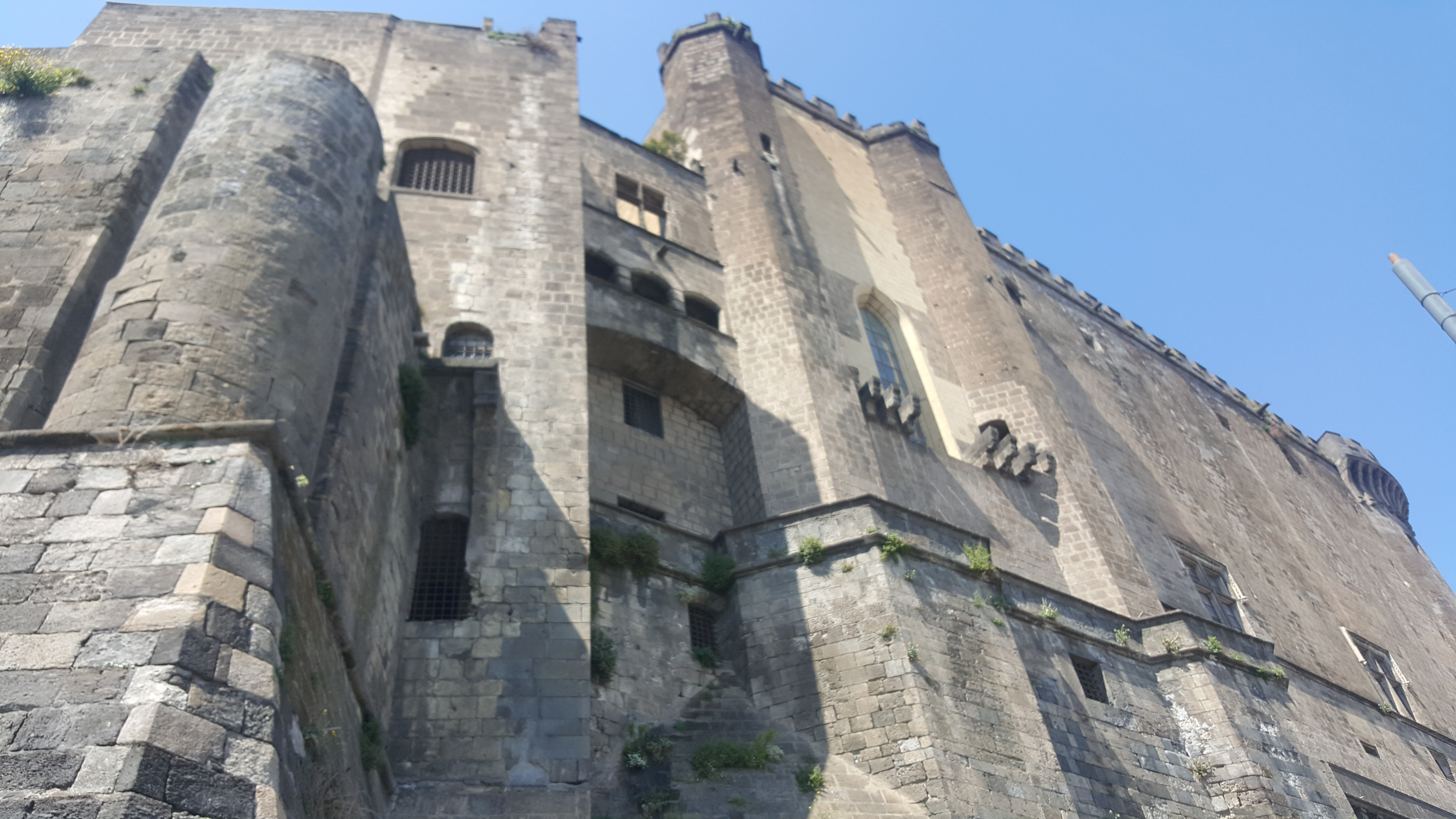
Il castello visto dalla strada.

Le cinque torri rotonde, quattro delle quali inglobavano le precedenti torri angioine a pianta quadrata, più adatte a sostenere i colpi delle bocche da fuoco dell'epoca, ribadivano il ruolo difensivo del castello. L'importanza dell'edificio come centro del potere regale venne invece sottolineata dall'inserimento in corrispondenza del suo ingresso dell'arco trionfale, capolavoro del Rinascimento napoletano ed opera di Francesco Laurana oltre a molti artisti di varia provenienza. I lavori si svolsero a partire dal 1453 e si conclusero solo nel 1479, dopo la morte del re.
Nella "sala dei Baroni" si svolse nel 1487 l'epilogo della famosa congiura dei baroni ordita contro re Ferdinando I, figlio di Alfonso, da numerosi nobili, capeggiati da Antonello II di Sanseverino, principe di Salerno, e da Francesco Coppola, conte di Sarno. Il re invitò tutti i congiurati in questa sala col pretesto di una festa di nozze che segnasse il superamento delle ostilità e la definitiva riconciliazione. I baroni accorsero, ma il re, dopo aver ordinato ai suoi soldati di sbarrare le porte, li fece arrestare tutti, punendo molti di loro, fra cui il Coppola e i suoi figli, con la condanna a morte. Nella metà del secolo il castello fu immortalato nella celebre Tavola Strozzi, e più tardi anche nella Cronaca figurata del '400 che descrive l'inizio delle disastrose guerre d'Italia.

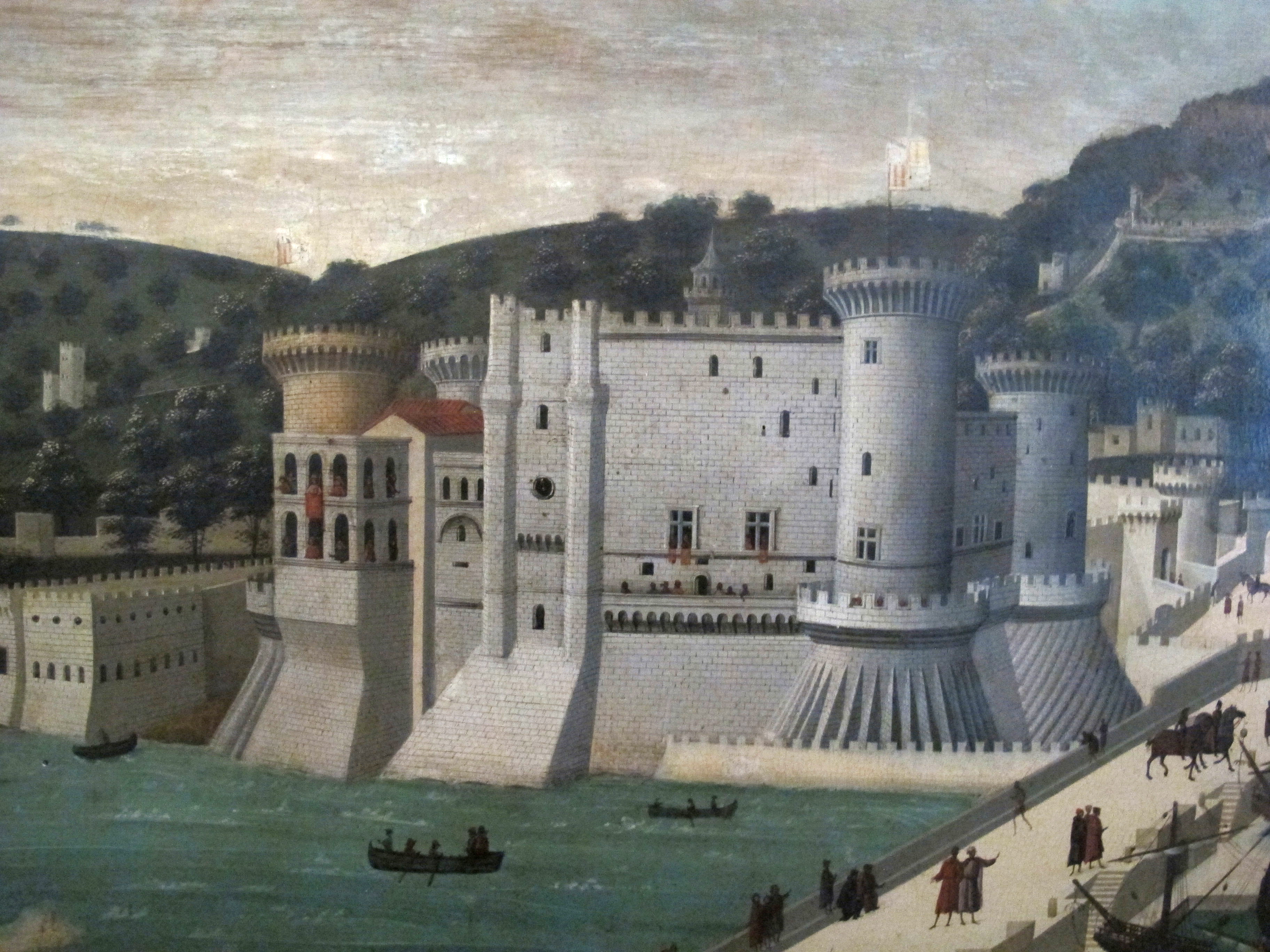
Raffigurazione del Castel Nuovo (Maschio Angioino) intorno al 1470 al massimo del suo splendore. Particolare della Tavola Strozzi, che raffigura Napoli nel XV secolo.

Sul finire del XV secolo al castello fu aggiunta alla torre del Beverello un'altra finestra crociata che sostituì la precedente bifora posta al terzo piano della torre.

### Il vicereame e l'inizio della decadenza di Castel Nuovo
Il castello venne nuovamente saccheggiato ad opera di Carlo VIII di Francia, nel corso della sua spedizione del 1494. Con la caduta di Ferdinando II prima (1496) e di Federico I in seguito (1503), il regno di Napoli venne annesso alla corona di Spagna da Ferdinando il Cattolico, che lo costituì in vicereame. Castel Nuovo perse la funzione di residenza reale, diventando un semplice presidio militare a motivo della sua posizione strategicamente importante; durante il lungo periodo del vicereame il castello subì vari danni perdendo gran parte degli ornamenti esterni in gotico fiammeggiante e in stile rinascimentale.
Tra i maggiori danni della metà del XVI secolo e di tutto il XVIII secolo quello più evidente è stata la sostituzione delle finestre francesi angioine realizzate in pietra e a croce (finestre guelfe), con scarne finestre di muratura e contornate secondo il gusto seicentesco da un riquadro grigio. La cancellazione del passato angioino e poi aragonese non era dettato dai soli motivi di funzionalità (nel Seicento era una prigione), ma anche da motivi politici: i nuovi dominatori spagnoli dovevano cancellare sia il ricordo di Napoli angioina che quella aragonese e per farlo era necessario anche abbatterne o modificarne gli ornamenti. Questo fu durante la dominazione spagnola in Italia (non solo a Napoli) una prassi. Per fare un altro esempio anche il monastero gotico di Santa Chiara subì la medesima sorte. Il castello nel XVI secolo ospitava ancora raramente i re di Spagna che giungevano in visita a Napoli, come lo stesso imperatore Carlo V, che vi abitò per un breve periodo nel 1535.

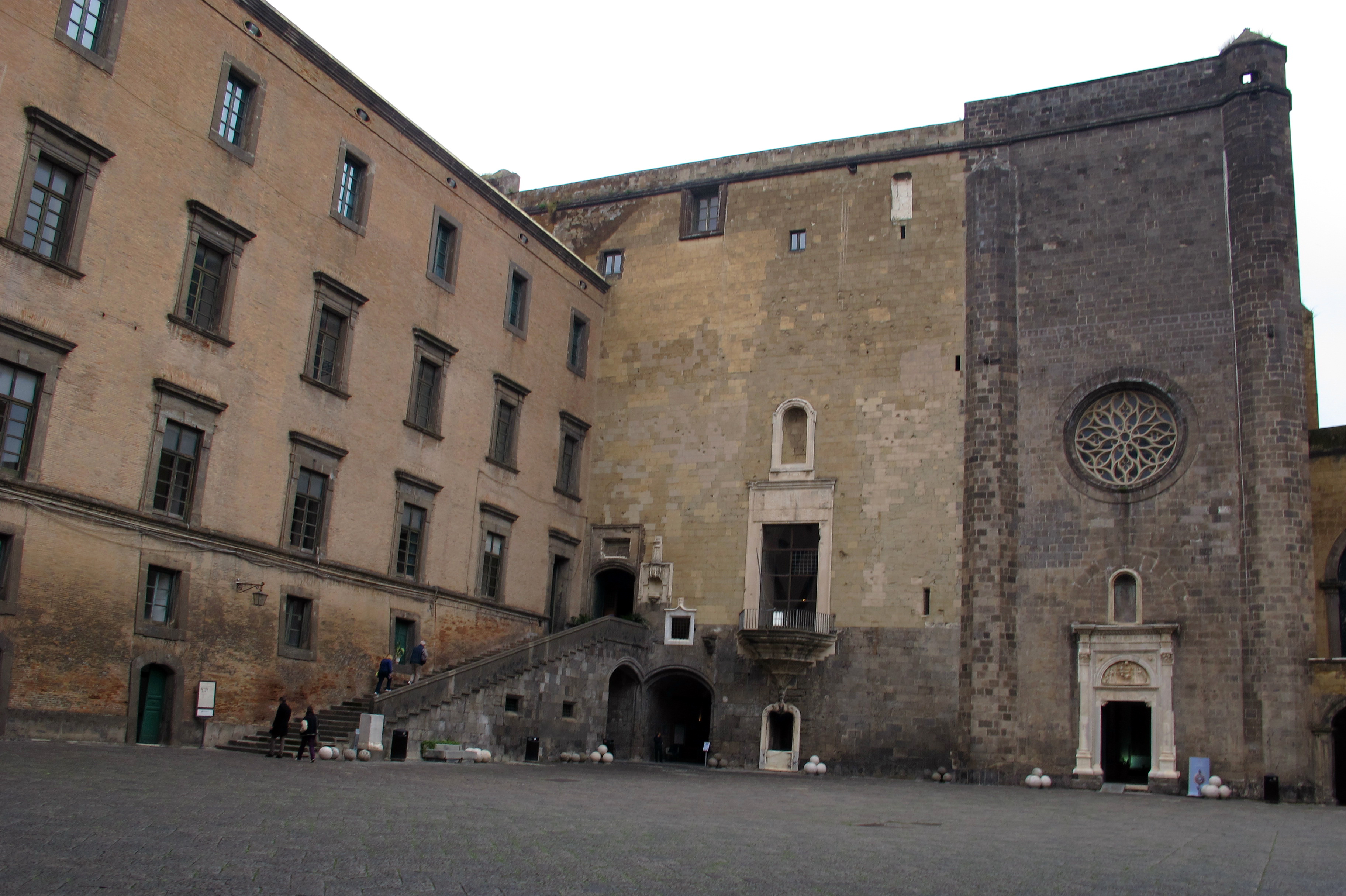
Il cortile del Castello dove oltre la cappella è visibile il padiglione modificato nel Seicento

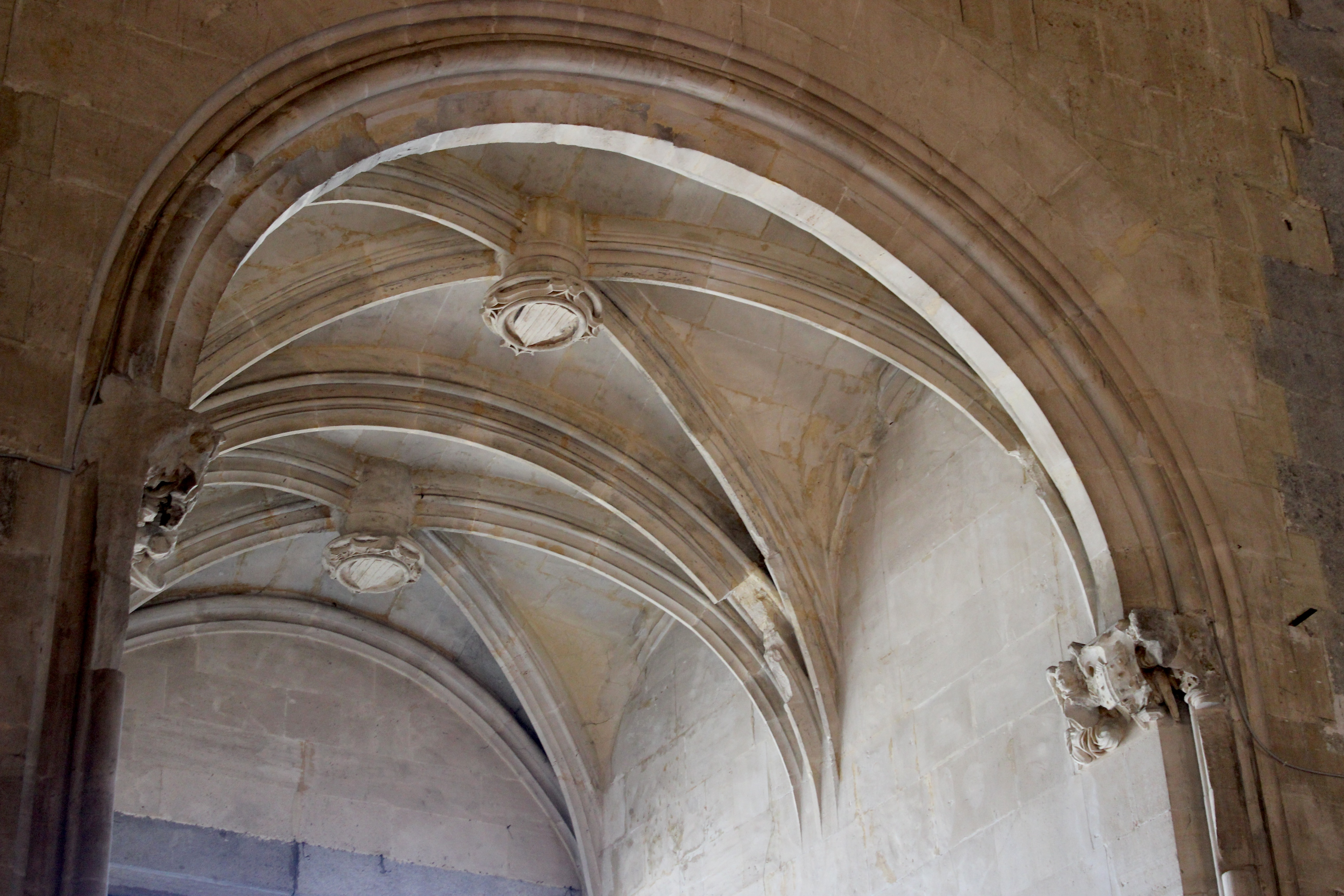
Sala dei Baroni, dove si nota la volta a crociera realizzata in tufo bianco in gotico fiammeggiante

Tra i più deleteri interventi che furono realizzati durante il vicereame spagnolo fu la cancellazione di ben quattro affreschi di Giotto (realizzati nel '300) che decoravano la cappella Palatina. Oltre alla mano dell'uomo anche l'incuria impoverì il castello di molti stucchi e decorazioni. Nel XX secolo per un incendio scoppiato nella sala dei Baroni andarono perduti altri dipinti eseguiti da Giotto.
Nel corso del periodo vicereale, dopo la realizzazione dei bastioni poligonali che circondarono il castello, l'area tra il castello e i bastioni vicereali divenne vittima di abusivismi edili, alloggi improvvisati ecc. Tutto ciò segnò l'inizio del declino del castello, costretto a non respirare più per secoli e in seguito completamente coperto da edifici e capannoni di varia natura.

### I Borbone di Napoli

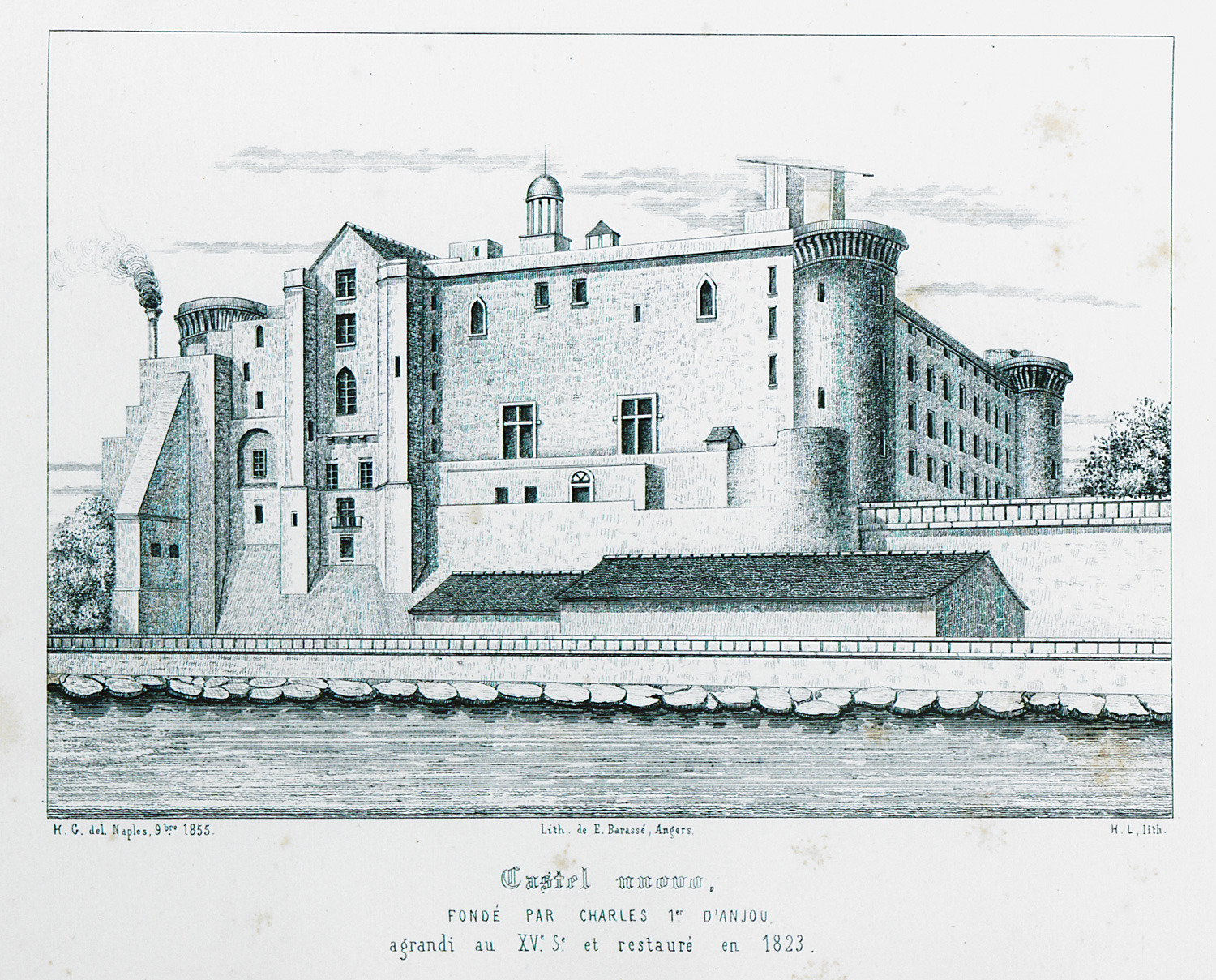
Castel Nuovo dopo gli interventi di recupero nel 1823

Il castello venne nuovamente sistemato da Carlo di Borbone, futuro Carlo III di Spagna, salito al trono di Napoli nel 1734, il quale sostituì la caotica facciata del lato est (ormai le superfetazioni di età vicereale avevano totalmente stravolto l'aspetto del castello) con un casermone di cinque piani, coperto da un tetto a spiovente, forse mansardati, come nello stile degli edifici borbonici allora in voga. Il castello perdette tuttavia il suo ruolo di residenza reale, in favore delle nuove regge che si andarono edificando nella stessa Napoli e nei suoi dintorni (il Palazzo reale di piazza del Plebiscito, la Reggia di Capodimonte, la Villa reale di Portici e la Reggia di Caserta) e divenne essenzialmente un simbolo della storia e della grandezza di Napoli. Un altro intervento vi fu nel 1823 ad opera di Ferdinando I delle Due Sicilie, che però riguardò solo la facciata nord che affacciava a mare del castello, vennero recuperate le finestre crociate in forte stato di degrado e si tentò di recuperare la facciata al mare della cappella Palatina. Questi interventi furono immortalati in una stampa francese del 1855.
L'ultimo evento importante risale al 1799, quando vi fu proclamata la nascita della Repubblica Partenopea. In seguito ospitò l'"arsenale di artiglieria" e un "officio pirotecnico" che nel 1837 si stimò più prudente trasferire nella Real Fabbrica d'Armi di Torre Annunziata.
Seppur furono ben due gli interventi per recuperare il castello in età borbonica, si deve aggiungere che furono interventi con dei loro limiti (non esisteva ancora una teoria completa del restauro) e che non riuscirono a salvare il castello dalla continua crescita abusivista che coinvolse Napoli tra il periodo vicereale fino al primo dopoguerra.

### Dal primo dopoguerra ad oggi

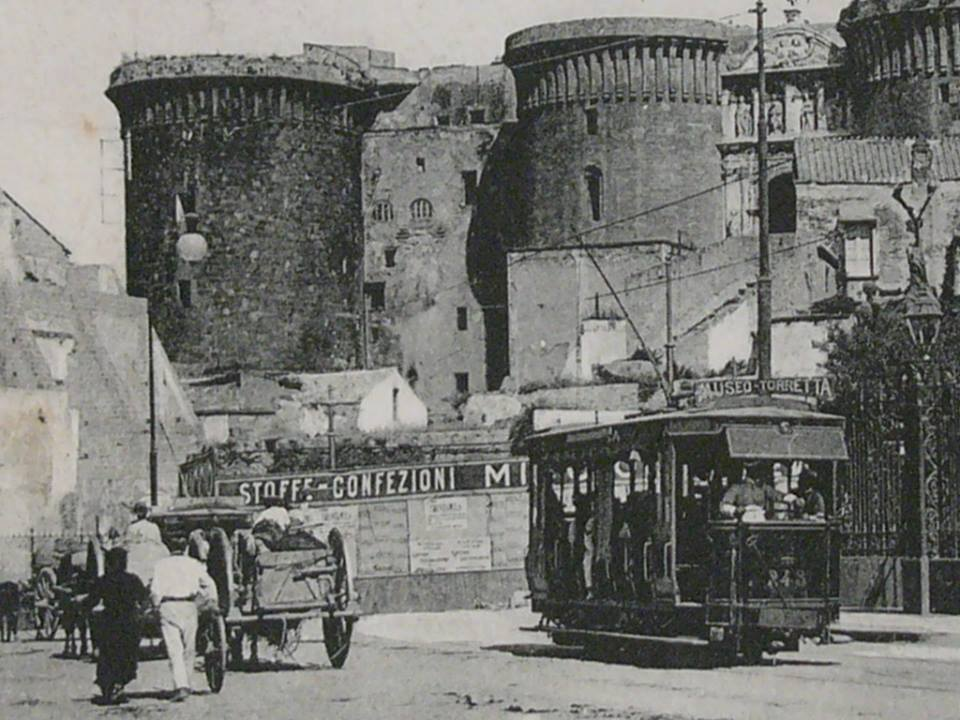
Facciata del Castello prima del restauro del XX secolo

Il nuovo secolo ereditò un castello in forte stato di degrado, le facciate esterne erano state completamente inglobate tra i residui delle casematte vicereali, fabbricati ed altri edifici sorti tra la fine del XVII secolo e la fine del XVIII secolo. Le merlature erano pressoché sparite e le finestre del XIV e XV secolo erano state rimaneggiate fino a perdere qualsiasi caratteristica medievale e rinascimentale. Ciò che caratterizzava il castello erano dunque degrado e abbandono. Agli inizi del Novecento si decise quindi di recuperare il castello, liberarlo dagli abusivismi e dai capannoni e farlo tornare, almeno per quanto riguarda le facciate esterne al XV secolo; la documentazione iconografica di riferimento furono la Tavola Strozzi, le miniature del Ferraiolo (fine XV secolo) e le raffigurazioni del golfo di Napoli agli inizi del XVI secolo. Agli inizi del Novecento vennero abbattuti tutti gli edifici sorti ammassati sul castello, recuperando un ampio spazio e facendo tornare a vista le antiche mura medievali. Fu abbattuto l'ala-caserma voluta sotto i Borbone e riemersero anche qui le mura quattrocentesche. Ottenuto finalmente dallo Stato l'intero castello a scopi civili, i lavori cominciarono nel 1923 e interessarono anche le fabbriche e i capannoni costruiti a ridosso della piazza in luogo dei demoliti bastioni: già l'anno successivo tutti i vari edifici furono eliminati e fu creata la spianata dove furono realizzati dei giardini sul lato dell'odierna via Vittorio Emanuele III.

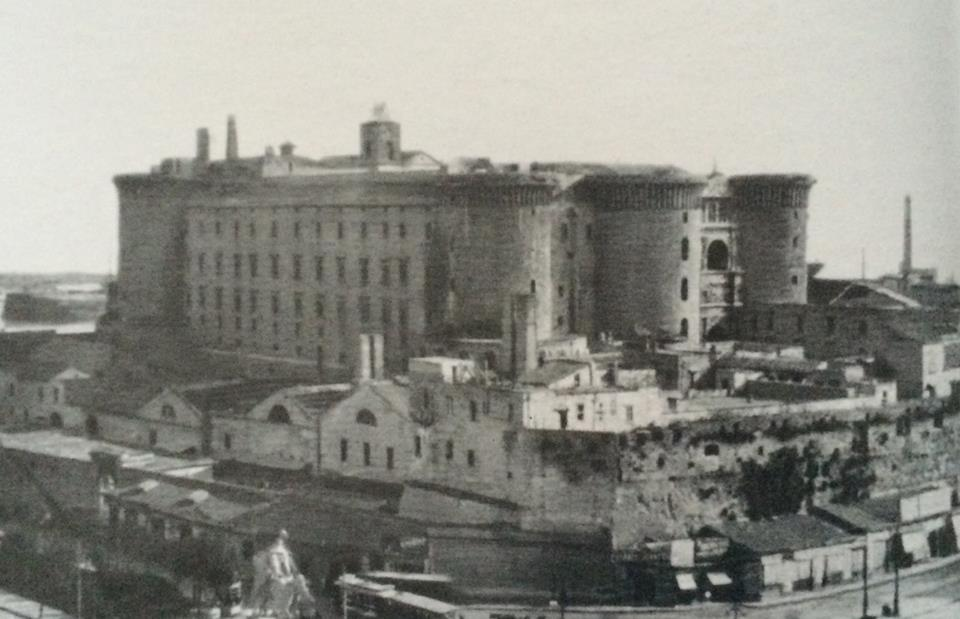
Castel Nuovo alla fine del XIX secolo

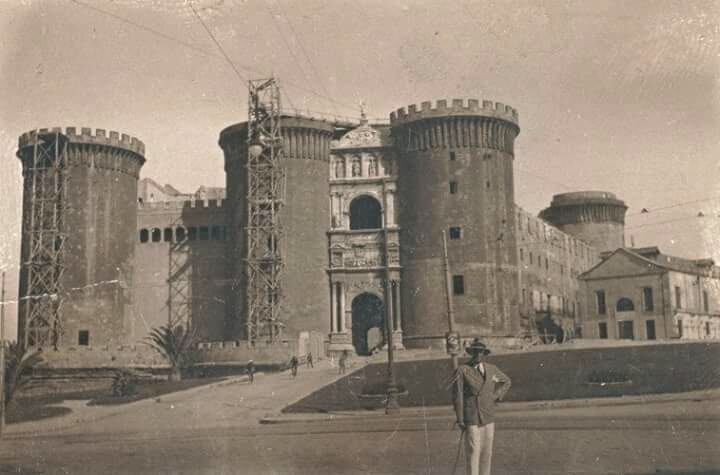
Entrata del Castello negli anni '40 durante il restauro e il recupero degli spazi

Negli anni Venti fu realizzata l'ampia fascia di aiuole che costeggiò il Maschio Angioino fino alla fine del XX secolo: nei primi mesi del 1921 il conte Pietro Municchi, ingegnere allora assessore al decoro urbano, presentò al Consiglio Comunale la proposta dell'isolamento del Castel Nuovo. Fu risparmiata soltanto la porta della Cittadella, l'originario accesso aragonese al complesso, rifatto nel 1496 da Federico d'Aragona (come testimonia il suo stemma presente sull'arco): isolata e snaturata della sua funzione, è visibile tra le aiuole squadrate lungo via Vittorio Emanuele III. I lavori relativi al restauro del castello, che eliminarono le molte superfetazioni aggiunte nel tempo, durarono fino al 1939. Durante questi lavori furono necessari anche dei lavori di ripulitura e restauro che eliminarono gli edifici sorti fra XVII e XIX secolo a ridosso del castello e riuscirono a restituire al castello parte del suo stile ormai perduto; tuttavia, dato la disastrata condizione dei tetti e delle tegole (sull'ala Don Pedro de Toledo e sulla cappella Palatina e la sala dei Baroni), fu necessario rimuovere le coperture. Ciò nonostante non furono mai ricostruiti i tetti a falde e negli anni '70 si preferì poi ricoprire il "terrazzo" con la guaina, creando un effetto fortemente antiestetico e antistorico oltre che antifunzionale. Negli anni '40 il castello appariva all'esterno in stile totalmente medievale, furono riaperte le finestre crociate murate, le merlature erano state recuperate. Sebbene lodevoli questa campagna di restauri non riuscì a recuperare lo stile angioino e aragonese anche nel cortile interno. Difatti ben due facciate (ala sud e ala ovest) risalgono al XVII secolo, la facciata est al 1535, mentre l'unica ala quattrocentesca rimasta sarebbe quella nord, con l'ingresso della cappella Palatina e la scalinata che da alla Sala dei Baroni. Oggi il castello presenta problemi di natura statica all'ingresso, non è possibile camminare lungo le merlature bastionate che circondano le torri, e molte sale e persino le torri restano chiuse al pubblico; il problema maggiore va ricercato nella mancata manutenzione che separa il dopoguerra (segnato da una straordinaria, quanto però incompleta, visto anche il progetto faraonico, opera di restauro) dai giorni odierni, dove la mancata manutenzione dei 70 anni appena trascorsi, sommato a delle revisioni che andrebbero fatte, rendono il restauro del castello simbolo della città e della sua storia urgente.

## Descrizione

### Struttura architettonica
| 1. Ponte 2. Arco trionfale di Alfonso d'Aragona 3. Porta bronzea d'ingresso 4. Torre di Guardia 5. Torre di Mezzo 6. Torre di San Giorgio 7. Torre di Beverello 8. Torre dell'Oro 9. Atrio con affresco della piazza di Madrid nel sottarco 10. Cortile 11. Scalone in piperno 12. Sala dei Baroni 13. Sala dell'Armeria 14. Balconcino catalano 15. Cappella Palatina 16. Loggia 17. Cappella del Purgatorio 18. Loggia (1 e 2 piano) 19. Museo civico di Castel Nuovo (1 e 2 piano) | Pianta del castello |

Della fortezza angioina rimane la cappella Palatina, alcune torri e le mura e le finestre a croce francesi accanto alla cappella.
Il castello in parte ricostruito da Alfonso d'Aragona si presenta di pianta irregolarmente trapezoidale ed era difeso da cinque grandi torri cilindriche, quattro rivestite di piperno e una in tufo, e coronate da merli su beccatelli. Le tre torri sul lato rivolto verso terra, dove si trova l'ingresso, sono le torri "di San Giorgio", "di Mezzo" (che crollò alle ore 11:30 del 4 agosto 1876) e "di Guardia" (da sinistra a destra), mentre le due sul lato rivolto verso il mare prendono il nome di torre "dell'Oro" e di torre "di Beverello" (ancora da sinistra a destra). Il castello è circondato da un fossato e le torri si elevano su grandi basamenti a scarpata, nei quali la tessitura dei blocchi in pietra assume disegni complessi, richiamando esempi catalani.'

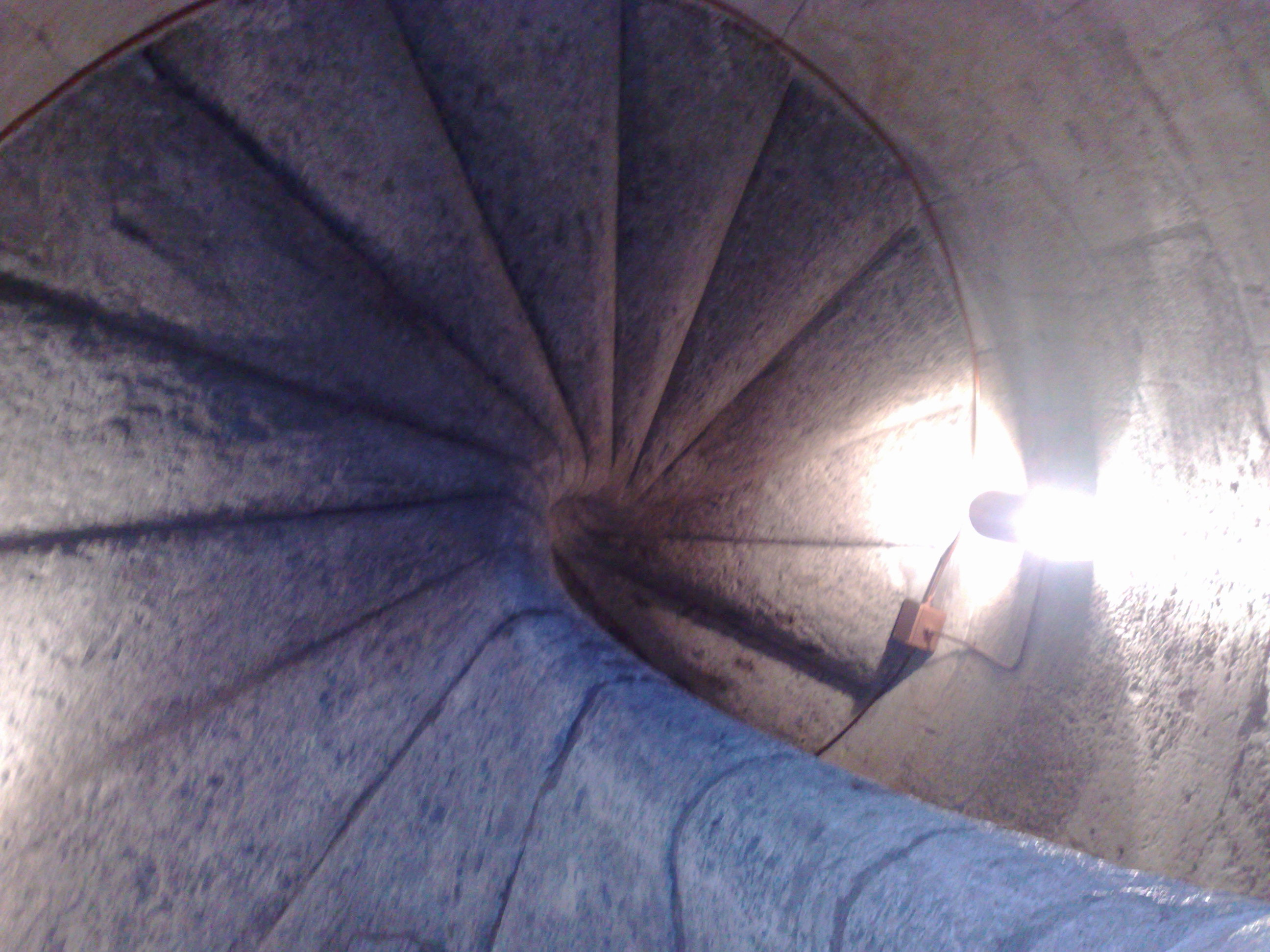
La scala catalana (Torre Beverello)

La scala interna ad ognuna delle torri, è chiamata volgarmente scala catalana. La stessa porta sul tetto del castello, dove in passato venivano poste le vedette di guardia per controllare dall'alto un eventuale arrivo dei nemici.
Sul lato settentrionale si apre, presso la torre "di Beverello", una delle finestre crociate della Sala dei Baroni; mentre altre due finestre si affacciano sul lato orientale, una verso il mare e l'altra, lungo la parete di fondo della Cappella Palatina, con monofora tra due strette torri poligonali. Protetto dall'altra torre angolare detta "dell'Oro", segue poi un corpo di fabbrica avanzato che, in origine, sosteneva una loggia e un tratto rientrante con due logge sovrapposte.
Sul lato meridionale, di fronte al Molo Beverello, si sovrappone infine un lungo loggiato.

## Cronologia dell'edificazione

### XIII secolo
- 1279: Inizia l'edificazione del Maschio Angioino (Castelnuovo, Chastiau neuf, Chateau neuf, Chastel neuf).
-1285 Roberto il Saggio fa edificare la Cappella Palatina in forme gotico-francesi

### XIV secolo
- 1309 Roberto il Saggio inizia una nuova fase di lavori e fortificazione complessiva del castello, che vede il completamento delle torri angolari a base quadrata
- 1309-1334 Inizia la prima fase di splendore del castello. Roberto il saggio, brillante mecenate ospita a corte personalità del calibro di Giovanni Boccaccio, Francesco Petrarca, Pietro Cavallini, Montano d'Arezzo e Giotto
-1330 Giotto termina il ciclo di dipinti nella Cappella Palatina che riprendeva le Storie del Vecchio e Nuovo Testamento.
-1333 Giotto termina il ciclo di dipinti presente nella Sala dei Baroni (all'epoca chiamata Sala del trono). Gli affreschi raffiguravano gli uomini e le donne illustri dell'antichità: Sansone, Ercole, Salomone, Paride, Ettore, Achille, Enea, Alessandro e Cesare, con le loro "compagne".
-1343-1347: Campagna di lavori voluti da Giovanna I, vengono aperte nell'odierna la Carlo V nuove finestre bifore, fanno la loro comparsa le prime finestre a croce guelfa

### XV secolo
-1442: Alfonso I d'Aragona conquista il Regno di Napoli; comincia la dinastia Aragonese
-1452-1479: Vengono fatti numerosi lavori al castello: Le precedenti torri quadrate di età angioina vengono sostituite da cinque torri a base rotonda, interamente in piperno
-Vengono aperte nella Sala dei Baroni le due famose finestre a croce che affacciano al mare, tra di esse si erge un camino con due spalti per i musici.
- 1452-1471: Viene costruito l'Arco trionfale
- 1460, Guilleim Sagrera viene chiamato per modernizzare la Sala dei Baroni che prende la forma attuale, viene rinnovata la volta della sala secondo il nuovo gusto del gotico-catalano.
-1460-70: Viene ultimato il Balconcino del re Ferrante in chiave gotico flamboyant, Il balcone che viene aperto nella Sala dei Baroni, affaccia nel cortile interno del castello, le ringhiere, in pietra traforata riprendono il motivo di fiamma presente sotto al balcone, Lo stesso traforo viene utilizzato per completare con delle ringhiere in pietra gli spalti dei musici nella Sala dei Baroni. Queste eleganti decorazioni gotico flamboyant andranno distrutte durante l'incendio del 1919.
-1450-1470: Vengono aperte nuove finestre a croce nella sala dell'armeria, negli stessi anni è ultimato il rinnovamento in chiave tardo-gotica della torre campanaria della cappella palatina. Sotto la volta gotica antistante l'arco trionfale vengono inseriti i simboli esoterici di Alfonso I
- 1470: Viene trasformata la monofora posta al secondo piano della torre del Beverello del castello, che si trasforma in una finestra tardogotica ad arco inflesso
-1472-1477: In questi anni Matteo Forcimanya sostituisce il precedente rosone gotico-angioino con uno tardogotico-catalano, negli stessi anni viene ultimato nelle forme del gotico-flamboyant  il balconcino del re Ferrante I
- Anni '80-'90 del '400: Vengono ultimate le nuove mura difensive di Napoli
-1494 Il portone bronzeo del castello è colpito da una palla di cannone lanciata dall'esercito del re di Francia Carlo VIII, cominciano le guerre d'Italia (1494-1559).
- Prima dispersione di alcuni arredi ed arazzi fiamminghi

### XVI secolo
-1500-1504: Le torri del Beverello e dell'Oro sono coperte da un tetto conico. Nello stesso periodo La finestra monofora al terzo piano della torre del Beverello è sostituita da una crociata.
- Anni '20 del '500: La finestra del primo piano della Torre del Beverello è sostituita da una finestra timpanata
- Anni '20-'30: L'odierna sala Don Pedro de Toledo viene modificata dal viceré spagnolo, in attesa di una visita dell'Imperatore Carlo V. Le finestre trecentesche ancora di epoca angioina vengono parzialmente murate e fanno spazio a finestre quadrotte
- Anni '40: Carlo V, trasforma l'ex residenza reale e dimora signorile in prigione, comincia la decadenza del castello, la sala del trono viene smantellata e altri arredi cominciano ad essere dispersi, alcuni preziosi codici custoditi nella biblioteca del castello vengono in parte trafugati.
- Viene costruita la Cappella delle Anime del Purgatorio
- Seconda metà del cinquecento: Servendo come prigione il castello e armeria subisce continue modifiche, a causa della lottizzazione delle ale.
- Fine del secolo: Le coperture coniche alle torri che danno al mare vengono rimosse. Le merlature medievali vengono distrutte e sostituite da merlature seicentesche

### XVII secolo
-Continua la decadenza economica, politica e sociale del Viceregno Spagnolo.
- Per tenere a bada la popolazione sempre più insofferente verso i dominatori, gli spagnoli abbattono le mura aragonesi e le sostituiscono a quelle vicereali. Il castello viene quindi recintato all'interno di bastioni poligonali che lo rendono meno visibile alla popolazione.
- anni '30/'40 del seicento: Vengono imbiancate le mura della Cappella Palatina affrescate tre secoli prima da Giotto.
-Seconda metà del seicento: Viene portato a compimento la dispersione totale dell'arredo angioino-aragonese.
- In seguito ad un terremoto (1630) la torre campanaria tardo-gotica a base ottagonale viene sostituita da una barocca a base quadrata
- La Cappella Palatina è rifatta in forme barocche dagli spagnoli, che, coprono la precedente struttura gotica ed eliminano gran parte degli ornamenti medievali
-1667: Incendio nell'armeria (Sala Carlo V), l'ala è rifatta in forme barocche seguendo lo schema dei casermoni, le mura superstiti e con esse le finestre quattrocentesche vengono murate.
-Le casematte e gli alloggi delle guardie crescono in maniera caotica all'interno delle mura vicereali, arrivando anche ad essere addossate alle torri

### XVIII secolo
- Agli inizi del XVIII secolo il castello perde la sua connotazione carceraria e diventa un deposito, fin quanto non finisce per essere abbandonato. Durante questa fase nascono capannoni e concerie a ridosso del castello, il fossato vicereale viene colmato.
- 1734: Parte del castello viene trasformato in una caserma, Carlo III di Borbone ingloba la facciata est in un casermone settecentesco di cinque piani
-Seconda metà del '700: Inizia una nuova fase di degrado del castello che alla fine del secolo viene nuovamente abbandonato
- Il castello viene danneggiato dal tempo
- 1799: Il castello diventa a seguito della Rivoluzione Partenopea un deposito armi

### XIX secolo
- 1823: Ferdinando I delle due Sicilie restaura la facciata che dà al mare, liberandola parzialmente dalle superfetazioni seicentesche
- Con la crisi del regno borbonico si apre una nuova fase di abusivismo edilizio, in seguito alla rivoluzione industriale si moltiplicano i capannoni industriali che coprono totalmente il castello.
- 1861: Unità d'Italia
-  1871 Crolla la torre di guardia
- 1885: In seguito alla grave epidemia di colera viene varato il Risanamento di Napoli, parte della città viene sventrata e con essa il castello inizia ad essere oggetto di nuovo interesse dal punto di vista storico ed artistico

### XX secolo
- Anni '90 del novecento: Comincia la demolizione dei primi capannoni.
- 1919, un incendio danneggia la Sala dei Baroni, parte delle decorazioni vanno perdute.
- Negli anni Venti  vengono abbattute le fabbriche a ridosso del castello viene realizzata l'ampia fascia di aiuole che costeggiò il Maschio Angioino fino alla fine del XX secolo: nei primi mesi del 1921 il conte Pietro Municchi, ingegnere allora assessore al decoro urbano, presenta al Consiglio Comunale la proposta dell'isolamento del Castel Nuovo.
- 1921: Inizia il restauro Filangieri
-1921- II dopoguerra: Il castello è oggetto di una grandissima opera (anche se in parte rimasta incompiuta) di restauro, che restituisce il castello alla sua fase quattrocentesca. Abbattuto il casermone settecentesco (lato est) torna alla luce il muro di cinta quattrocentesco
- Vengono riaperte le finestre quattrocentesche superstiti, eliminata parti delle superfetazioni dei XVII-XIX secolo, ricostruita la merlatura medievale, riaperto il fossato aragonese
- In seguito alla seconda guerra mondiale, la Cappella Palatina, rimasta danneggiata viene riscoperta nelle sue originarie forme gotiche
- Seconda metà del XX secolo: Il comune stabilisce i suoi seggi nella Sala Major(dei Baroni)

### XXI secolo
-2003-in corso: Iniziano i lavori a Piazza Municipio
- 2021: Inizia un secondo ciclo di restauri per quanto riguarda l'arco di trionfo del magnanimo
-2022: A causa delle condizioni nuovamente degradate del castello e alla caduta di alcuni calcinacci viene recintato
-2022-2023: Vengono stanziati 13 milioni per il restauro, la messa in sicurezza e il recupero del castello

## Arte e architettura

### Arco trionfale
Tra le due torri che difendono l'ingresso (torri "di Mezzo" e "di Guardia") venne eretto un arco di trionfo in marmo, destinato a celebrare il ricordo dell'ingresso di re Alfonso nella capitale, quest'ultimo scolpito sul punto più alto dell'arco. L'opera trae ispirazione dagli archi di trionfo romani. Un arco inferiore, inquadrato da colonne corinzie binate, presenta sui fianchi del passaggio rilievi che raffigurano Alfonso tra i congiunti, i capitani e i grandi ufficiali del regno; sull'attico il rilievo raffigurante il Trionfo di Alfonso. Un secondo arco si sovrappone al primo, con colonne ioniche binate, e doveva ospitare la statua del re. Sull'attico le statue delle quattro virtù (Temperanza, Giustizia, Fortezza e Magnanimità), collocate entro nicchie, sormontate da un coronamento a forma di timpano semicircolare, con Figure di fiumi e in cima la statua di San Michele. Le sculture sono attribuite ad importanti artisti del tempo: Guillem Sagrera, Domenico Gagini, Isaia da Pisa e Francesco Laurana.

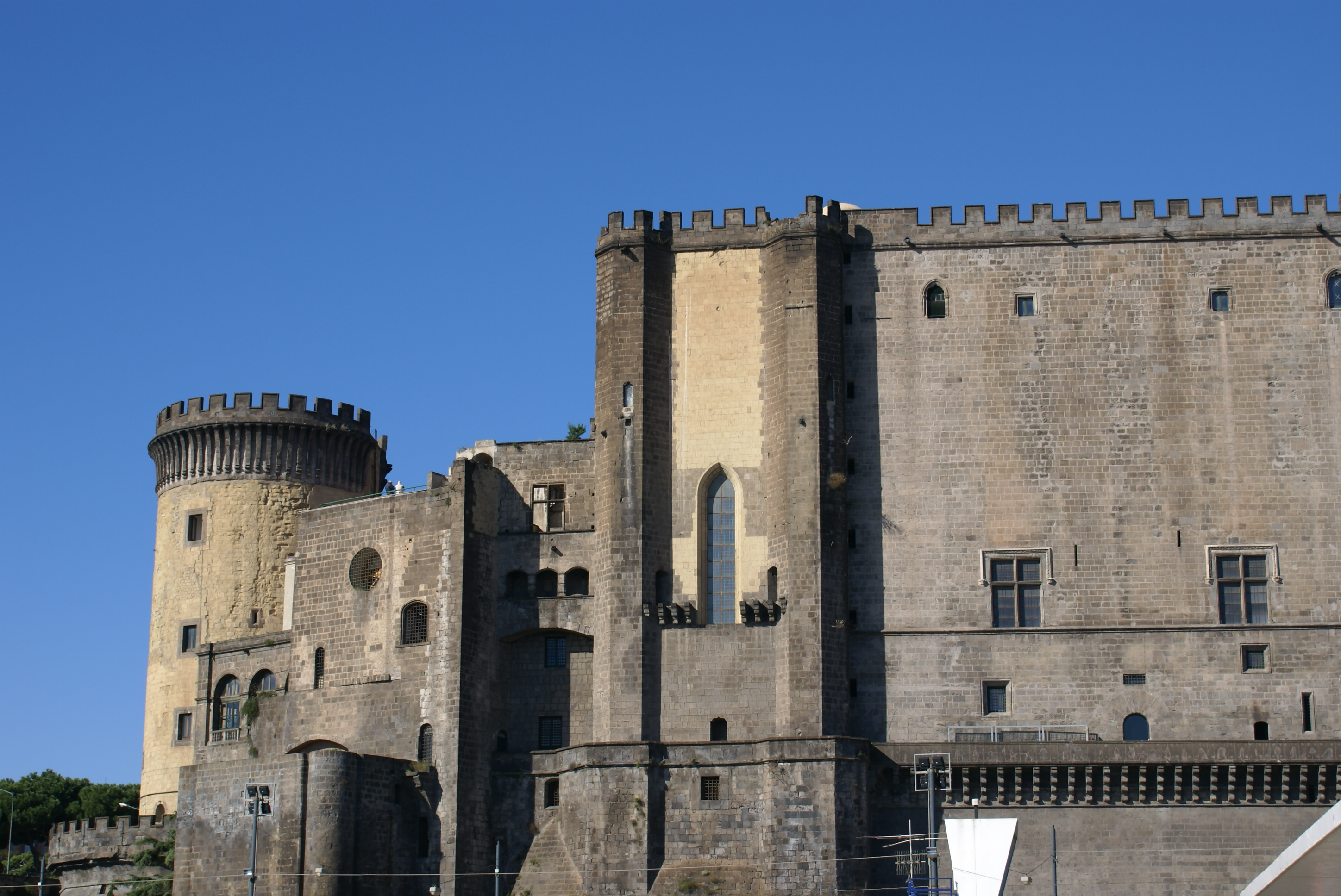
Castel Nuovo (Maschio Angioino) ala sud, dove sono visibili oltre alla parte esterna della cappella palatina con finestrone gotico anche le finestre a croce o guelfa di epoca Angioina-Aragonese.

### Cappella Palatina

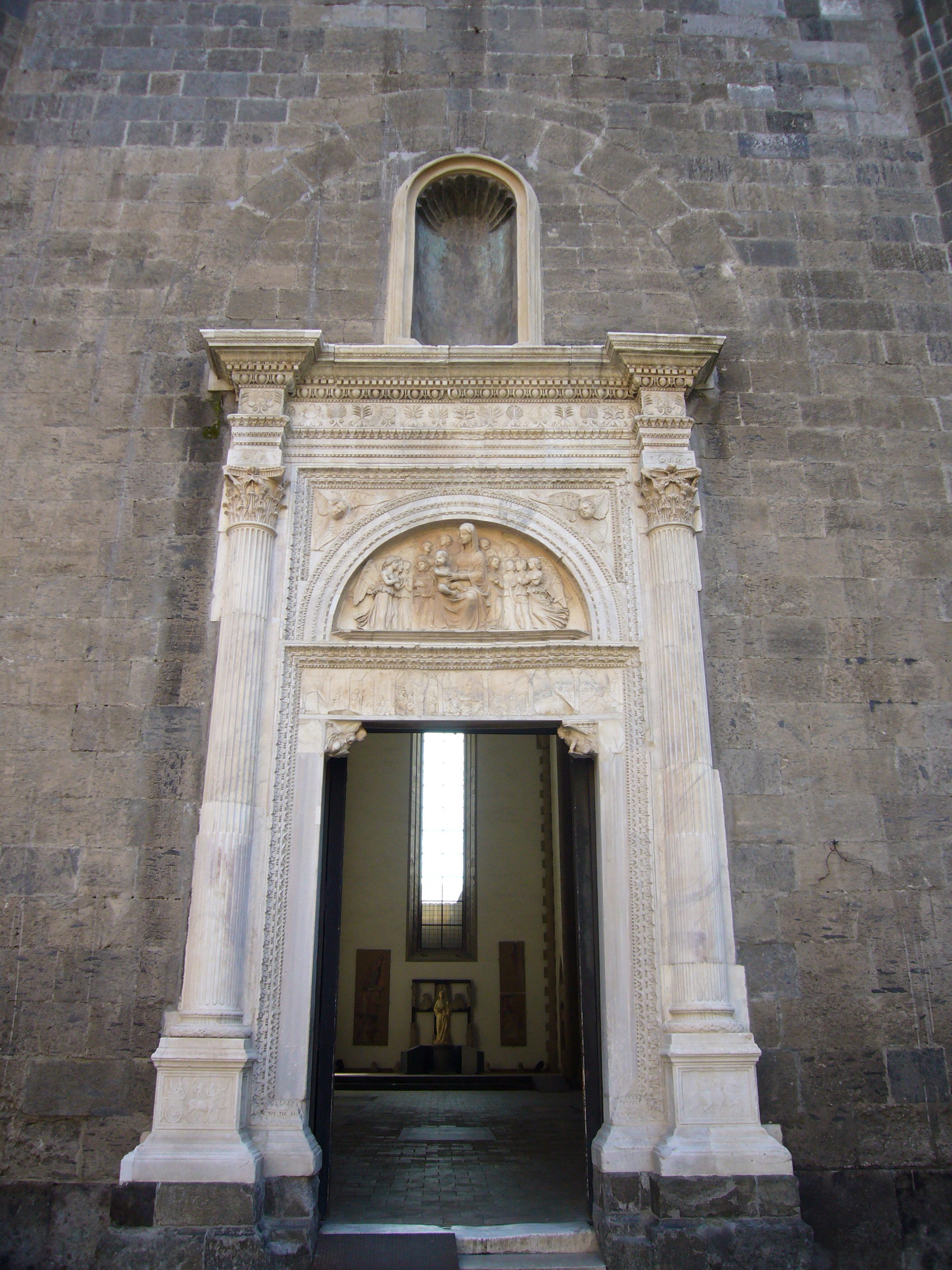
Particolare del portale d'ingresso della cappella Palatina di Andrea dell'Aquila (XV secolo)

Sul lato del castello rivolto al mare si affaccia la parete di fondo della "cappella Palatina", o chiesa di "San Sebastiano" o di "Santa Barbara", unico elemento superstite del castello angioino trecentesco. Sebbene danneggiata nel terremoto del 1456, la cappella è stata in seguito restaurata. La facciata sul cortile interno presenta un portale rinascimentale con rilievi di Andrea dell'Aquila e di Francesco Laurana e un rosone, rifatto in epoca aragonese dal catalano Matteo Forcimanya per sostituire quello del trecento distrutto da un terremoto.
In fondo alla cappella, vi è una scala a chiocciola accessibile da una porta a sinistra che consentiva di salire alla "sala dei Baroni". All'interno, illuminato da alte e strette finestre gotiche, si conservano solo scarsi resti dell'originaria decorazione affrescata, opera di Maso di Banco e un ciborio di Iacopo della Pila, datato alla fine del Quattrocento. Vi risultano presenti, però, anche altri cicli di affreschi del XIV secolo provenienti dal castello del Balzo di Casaluce.
Gli affreschi che occupano la parete destra della cappella, invece, sono effettuati da Maso di Bianco e presentano richiami alla cultura gotico-avignonese. Quelli sulla parete sinistra, invece, sono di altri artisti fiorentini.
L'interno fu affrescato inoltre anche da Giotto verso il 1330, che riprendeva le Storie del Vecchio e Nuovo Testamento. Il contenuto di questo ciclo d'affreschi è quasi interamente perduto anche se ve ne rimane una parte decorativa negli sguanci delle finestre che ricordano quelli della cappella Bardi in Santa Croce a Firenze. Inoltre, è descritto, nei versi di un autore anonimo in una raccolta di sonetti del 1350 circa, l'intero lavoro di Giotto riguardante la cappella.
La cappella raccoglie, infine, pregevoli sculture effettuate da artisti che lavorarono anche all'arco trionfale di Alfonso d'Aragona (XV secolo). Le stesse sculture, risultano essere eccellenti esempi del Rinascimento napoletano.
Una di queste è il Tabernacolo con la Madonna e il Bambino, capolavoro giovanile di Domenico Gagini, allievo di Donatello e Brunelleschi.
Inoltre, vi sono presenti altre due sculture di particolare rilievo, entrambe chiamate Madonna in trono col Bambino, ed entrambe di Francesco Laurana, scolpite durante due suoi diversi soggiorni a Napoli. Una delle due, è stata portata al castello pur non facendovene parte, in quanto, fu scolpita per la chiesa di Sant'Agostino alla Zecca.

### Sala dei Baroni
La congiura dei baroni è un movimento di reazione contro le politiche di centralizzazione dello Stato adottate dalla nuova dinastia sovrana di Napoli, ovvero dagli aragonesi. Le cause contro Ferdinando I di Napoli furono che questi iniziò il recupero dei centri abitati sottraendoli alla proprietà dei Baroni e fornendoli a quella della corte aragonese. Di fatto, la manovra era una vera e propria consegna di potere.
La lotta interna tra baroni e dinastia avvenne in maniera politica e nascosta e la stessa culminò definitivamente nel 1487 proprio nell'omonima sala del Castel Nuovo. Ferdinando I di Napoli, durante il suo trono, si trovò così a fronteggiare i baroni battendoli in abilità ed astuzia dopo trame, assassini e doppi giochi.

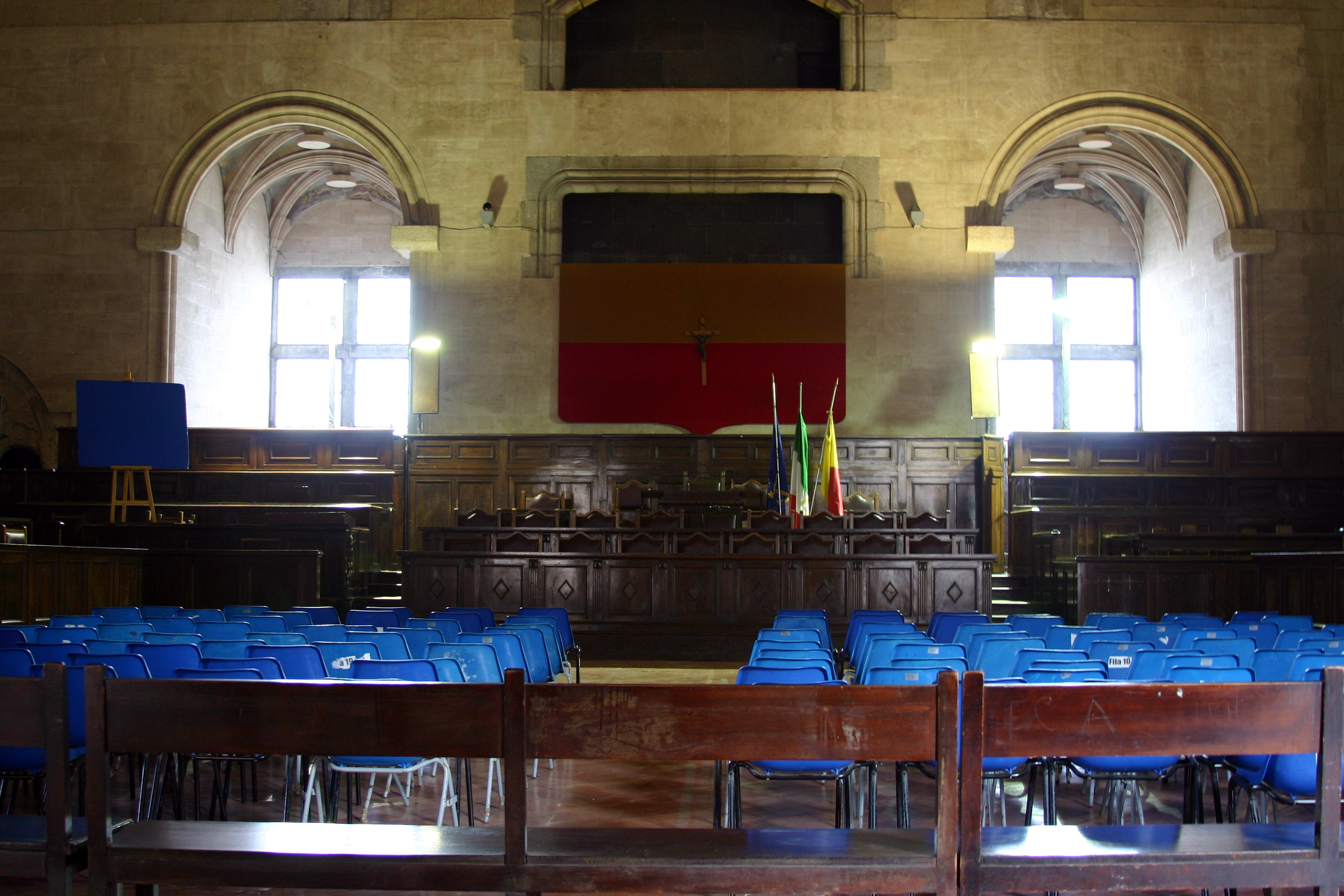
La Sala dei Baroni

La Sala dei Baroni, nata come "Sala del Trono", è la sala principale del Maschio Angioino. Chiamata sala Maior, questa fu voluta da Roberto D'Angiò e venne chiamato per l'occasione Giotto, che eseguì il ciclo di affreschi intorno al 1330. Tale ciclo, però, oggi è testimoniato solo da una raccolta di sonetti di un anonimo autore databili intorno al 1350 in quanto interamente perduto. Gli affreschi raffiguravano gli uomini e le donne illustri dell'antichità: Sansone, Ercole, Salomone, Paride, Ettore, Achille, Enea, Alessandro e Cesare, con le loro "compagne".
Sotto il dominio aragonese, più precisamente di Alfonso d'Aragona (1442-1458), la sala fu rifatta da Guillem Sagrera che ne ampliò gli spazi e le dimensioni.
La sala prenderà il nome di "Sala dei Baroni" dal fatto che intorno al 1487 alcuni dei baroni che congiurarono contro Ferrante I d'Aragona, furono da lui invitati in questo luogo, con la scusa di dover celebrare le nozze della nipote. In realtà questa era nient'altro che una trappola; i baroni presenti furono invece arrestati e messi subito a morte.

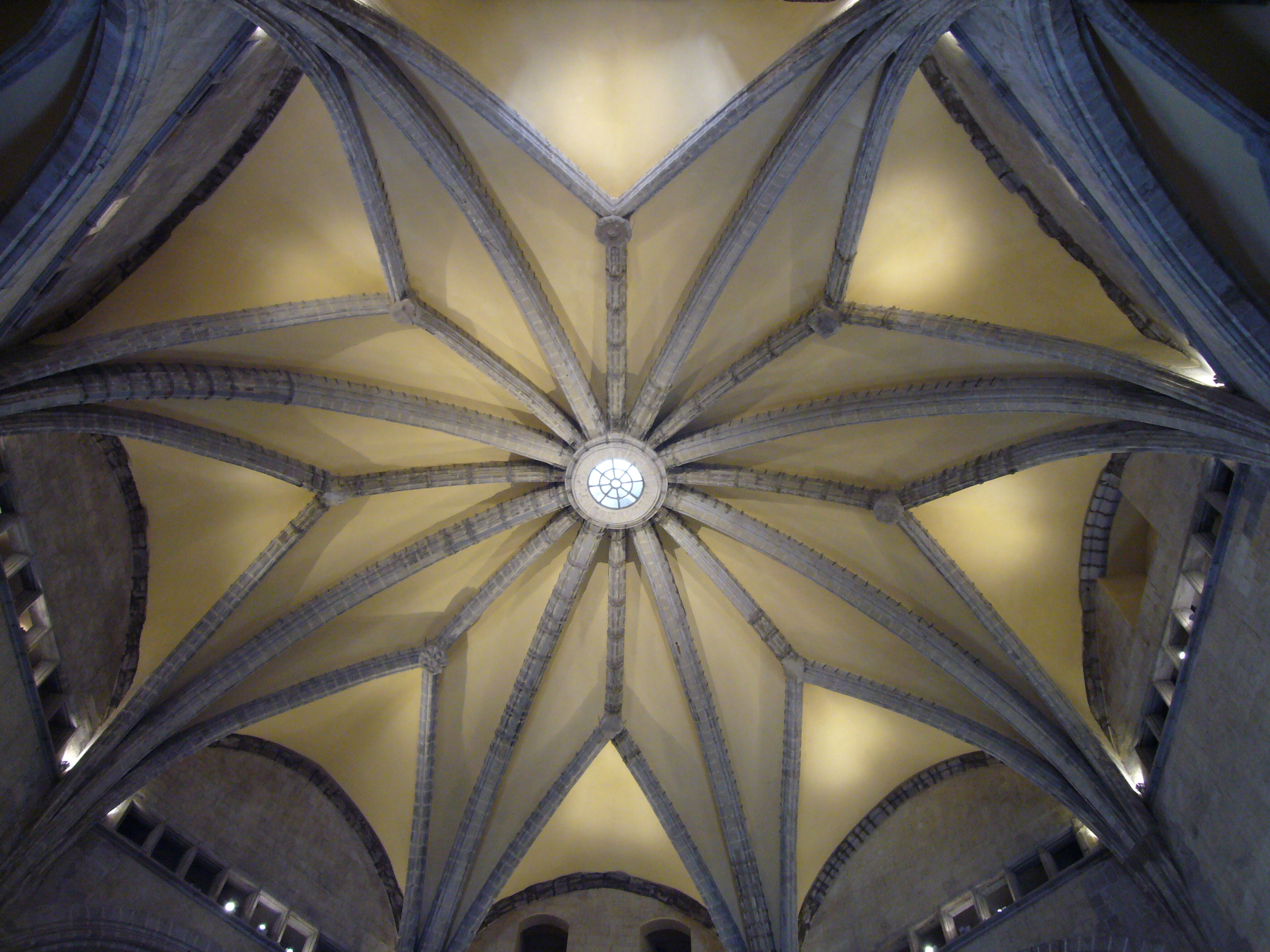
La Sala dei Baroni

Collocata all'angolo della torre "di Beverello", tra il lato settentrionale e il lato orientale, rivolto al mare, l'ampia sala è coperta da una volta a ombrello (oppure "a creste e vele") con lunette a sesto acuto ribassato, rafforzata da costoloni (o nervature) che convergono al centro con un luminoso oculo. Nei quattro angoli della sala, che idealmente dovrebbe essere quadrata (in realtà è rettangolare 26 m x 28 m) col fine di rappresentare simbolicamente la terra che sta sotto al cielo, si trovano una sorta di pennacchi a cuffia o archi e volte digradanti verso i vertici con lo scopo di raccordare la muratura che costituisce l'ottagono (forma poligonale associata al cerchio e quindi simbolicamente al cielo) con quella sottostante che forma il quadrato. Nelle lunette a sesto acuto ribassato, quelle intorno alla volta, vi sono delle piccole finestre, che servivano ai soldati per vigilare sulla persona del re quando questi riceveva visite o ambasciatori. L'accesso a tale posizione della sala, era possibile tramite la scala elicoidale (scala catalana) in piperno ed in pietra di tufo, posta nell'adiacente torre del Beverello e realizzata anch'essa da Guillem Sagrera, in occasione dei lavori che interessarono tutto l'ambiente reale. Il pavimento della sala era decorato con maiolica invetriata bianca e azzurra, provenienti da Valencia.
Sul lato rivolto verso il mare, tra due finestre crociate aperte verso l'esterno, si trova un grande camino, sormontato da due palchi per musicisti.
Tra le opere d'arte ancora presenti nella sala c'è il marmoreo portale bifronte di Domenico Gagini, due bassorilievi sui quali sono raffigurati il corteo trionfale di Alfonso V d'Aragona e l'ingresso del re nel castello, un portale catalano attraverso il quale si accede alla Camera degli Angeli.
La sala, sebbene danneggiata da un incendio nel 1919, conserva ancora il suo antico aspetto, ma parte della decorazione scultorica di Pere Johan di Barcellona è dispersa. Attualmente ospita le riunioni del Consiglio Comunale di Napoli.

### Sala dell'Armeria
Sala che svolgeva la funzione da cui ha preso il nome, situata alla sinistra della cappella Palatina, al livello inferiore rispetto alla sala dei Baroni.
Durante alcuni lavori di restauro del cortile del castello, sono stati rinvenuti importanti reperti archeologici di epoca romana del I secolo a.C. e del V secolo, oggi visitabili grazie ad un pavimento in vetro trasparente sotto al quale sono conservati i resti.

### Cappella delle Anime del Purgatorio

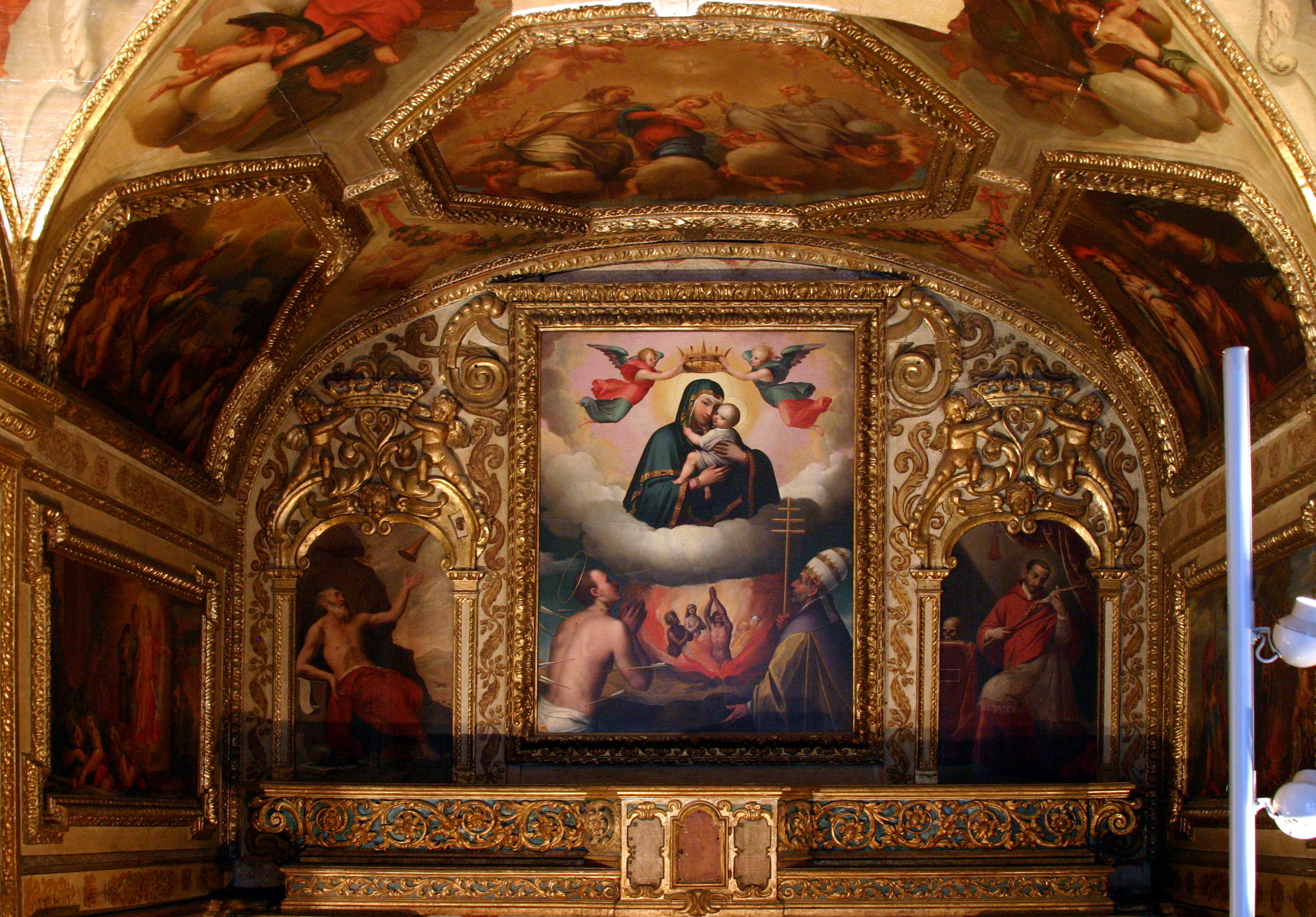
Cappella delle Anime del Purgatorio

Fu costruita nella seconda metà del XVI secolo, per volontà dei viceré spagnoli che intendevano modificare l'aspetto del castello. È identificabile con la trecentesca cappella di San Martino di Tours, una volta affrescata con le storie della vita del santo.
L'interno presenta una decorazione barocca con affreschi e dipinti su tavola racchiusi in cornici di stucco e legno dorato.
Sull'altare maggiore, vi è posta la tela dipinta da un seguace di Girolamo Imparato e Giovann'Angelo D'Amato, raffigurante la Madonna del Carmine con le anime purganti ed i santi Sebastiano e papa Gregorio I.
La cappella veniva utilizzata principalmente per offrire ai condannati a morte i sacramenti prima di essere giustiziati ed ivi risulta essere sepolto Giovanni, il fratello di Masaniello.

### Cappella di San Francesco di Paola
Piccola cappella risalente al XV secolo alla quale si accede tramite la sala Carlo V, al primo piano del castello. La denominazione è data dal fatto che questa ospitò san Francesco di Paola durante un viaggio per Parigi.
La volta quattrocentesca, simile a quella della sala dei Baroni, fu disegnata da Guillem Sagrera, ma distrutta durante i bombardamenti della seconda guerra mondiale.
La cappella fu consacrata nel 1688, dopo un restauro in stile barocco, come testimonia una lapide in marmo posta sulla porta d'ingresso.
Le uniche testimonianze dell'epoca, rimaste nella sala, sono rappresentate da alcune decorazioni in stucco dorato, da due affreschi sulla parete sinistra (molto probabilmente appartenenti ad un'unica scena) provenienti dal chiostrino trecentesco della chiesa di Santa Maria Donnaregina Vecchia e dalla presenza di tre dipinti di Nicola Russo; la Visitazione, l'Annunciazione e il Viaggio di Maria a Betlemme.

### Prigioni
I sotterranei sono costituiti da due zone situate nello spazio che si trova sotto la cappella Palatina: la fossa del coccodrillo e la prigione dei Baroni.
La fossa del coccodrillo, detta anche del miglio, era il deposito del grano della corte aragonese, ma era usata anche per segregare i prigionieri condannati a pene più severe. Un'antica leggenda narra di frequenti e misteriose sparizioni dei prigionieri a causa delle quali fu incrementata la vigilanza. Non si tardò a scoprire che queste scomparse avvenivano a causa di un coccodrillo che penetrava da un'apertura nel sotterraneo e trascinava in mare i detenuti per una gamba dopo averli azzannati. Una volta scoperto questo furono sottoposti alle fauci del rettile tutti i condannati che si volevano mandare a morte senza troppo scalpore.
In seguito per ammazzare il coccodrillo si utilizzò come esca una grande coscia di cavallo avvelenata e, una volta morto, venne impagliato ed agganciato sulla porta d'ingresso del castello.
Nella fossa dei Baroni invece si presentano al cospetto dei visitatori quattro bare senza alcuna iscrizione e sono probabilmente quelle dei nobili che presero parte alla congiura dei baroni nel 1485.

## Museo civico
All'interno del Maschio Angioino è presente un percorso museale inaugurato nel 1990 che inizia dalla trecentesca cappella Palatina passando poi per la sala dell'Armeria fino ad arrivare al primo e secondo livello del castello, questi ultimi destinati alla pittura ed alla scultura.
Al primo piano ci sono affreschi e dipinti essenzialmente di committenza religiosa, appartenenti dal XV al XVIII secolo. Sono presenti dipinti di importanti artisti caravaggisti come Battistello Caracciolo e Fabrizio Santafede, e di importanti esponenti del barocco napoletano, come Luca Giordano, Francesco Solimena e Mattia Preti. Al secondo piano invece vi sono esposte opere che vanno dal XVIII al XX secolo. L'esposizione segue un ordine tematico: storia, paesaggi, ritratti, vedute di Napoli.
Altre sale del castello, come la Sala Carlo V e la sala della Loggia, sono infine destinate a mostre ed iniziative culturali temporanee.

## Biblioteca della Società napoletana di storia patria
Al II piano ed al III piano è presente la biblioteca della Società napoletana di storia patria. La biblioteca possiede fondi librari, iconografici, documentari e pergamenacei. È una biblioteca privata, quindi l'accesso è regolato da norme fissate dallo statuto e prescritte nel regolamento.
La biblioteca conserva uno dei primi libri stampati in Italia (il quarto), il De civitate Dei di sant'Agostino realizzato nel giugno del 1467 a Subiaco da due chierici tedeschi: Sweynheym e Pannartz.